# Мандат за Палестину
Мандат за Палестину био је мандат Друштва народа за британску управу територијама Палестине и Трансјордана, која је Османско царство уступило након завршетка Првог свјетског рата 1918. године. Мандант је додијељен Британији на конференцији у Сан Рему у априлу 1920, након уступка Француске у споразуму Клемансо — Лојд Џорџ из 1918. на претходно договорену „међународну управу” Палестине према споразуму Сајкс—Пико. Трансјордану је додата мандату након што су Французи срушили Арапско краљевство у Дамаску у Француско-сиријском рату. Грађанска управа почела је у Палестини и Трансјордану у јулу 1920, односно у априлу 1921, а мандат је био на снази од 29. септембра 1923. до 15. маја 1948. и до 25. маја 1946. године.
Мандатни документ је заснован на члану 22. Повеље Друштва народа од 28. јуна 1919. и Резолуцији Врховног савјета Главних савезничких сила из Сан Рема од 25. априла 1920. године. Циљ мандата над бившим територијама Османског царства био је да се обезбједе „административни савјети и мандатарова помоћ све док не буду у могућности да буду самосталне.” Граница између Палестине и Трансјордана је договорена у коначном мандатном документу, а приближна сјеверна граница са француским Мандатом за Сирију и Либан договорена је споразумом Поле—Њукомб од 23. децембра 1920. године.
У Палестини, Мандат је од Британије захтијевао да спроведе Балфорову декларацију стварања „националног огњишта у Палестини за јеврејски народ” заједно са палестинским Арапима, који су чинили огромну већину мјесног становништва; овај и други захтјев се, међутим, не би односио на посебан арапски емират који је требало успоставити у Трансјордану. Британци су контролисали Палестину скоро три деценије, надгледајући низ протеста, нереда и побуна између јеврејске и палестинске арапске заједнице. Током Мандата, у овој области су се појавила два националистичка покрета: јеврејски и палестински арапски. Међуетнички сукоб у Мандатној Палестини на крају је довео до арапске побуне у Палестини од 1936. до 1939. и до јеврејске побуне у Мандатној Палестини од 1944. до 1948. године. План Уједињених нација о подјели Палестине донијет је 29. новембра 1947; предвиђао је стварање одвојене арапске и јеврејске државе која би дјеловале под економским савезом, док би Јерусалим прешао под старатељство УН. Двије седмице касније, колонијални секретар Артур Крич Џонс објавио је да ће Британски мандат престати 15. маја 1948. године. Посљедњег дана Мандата, јеврејска заједница је објавила Декларацију о проглашењу Државе Израел. Након пропасти Плана УН о подјели Палестине, Палестински рат од 1947. до 1949. завршио се подјелом Мандатне Палестине између Израела, јорданске анексије Западне обале и египатског Свепалестинског протектората у Појасу Газе.
Трансјордан је додат мандату након Каирске конференције у марту 1921, на којој је договорено да Абдулах ибн Хусеин управља територијом под окриљем Палестинског мандата. Од краја рата њом је из Дамаска управљала заједничка Арапско-британска војна управа предвођена Абдулаховим млађим братом Фејсалом, а затим је постала ничија земља након што су Французи поразили Фејсалову војску у јулу 1920. и Британци су у почетку намјеравали да избјегну дефинитивну везу са Палестином. Додавање Трансјордана добило је правни облик 21. марта 1921, када су Британци укључили члан 25. у Палестински мандат. Члан 25. је спроведен преко Трансјорданског меморандума од 16. септембра 1922, којим је успостављена посебна „Управа Трансјордана” за примјену Мандата под општим надзором Велике Британије. У априлу 1923, пет мјесеци прије него што је мандат ступио на снагу, Британија је објавила своју намјеру да призна „независну владу” у Трансјордану; ова аутономија се додатно повећала према споразуму од 20. фебруара 1928, а држава је стекла потпуну независност Лондонским уговором од 22. марта 1946. године.

## Позадина

### Посвјећеност јеврејском народу: Балфорова декларација
Непосредно након британске објаве рата Османском царству у новембру 1914, британски ратни кабинет је узео у разматрање будућност Палестине (тадашње османске регије са малобројном јеврејском заједницом). До краја 1917, уочи Балфорове декларације, шири рат је запао у ћорсокак. Два британска савезника нису била у потпуности укључена, Сједињене Државе ће тек у будућности претрпјети жртве, док је Русија била усред Октобарске револуције. Застој у јужној Палестини прекинут је битком код Бершеве 31. октобра 1917. године. Објављивање Балфорове декларације одобрено је 31. октобра; у расправи у Кабинету која је претходила објављивању примјећене су користи од пропаганде међу јеврејском заједницом широм свијета за савезничке ратне напоре.
Британска влада је 2. новембра 1917. издала Декларацију, јавни изјаву којом је најавила подршку успостављању „националног огњишта у Палестини за јеврејски народ”. Уводне ријечи декларације представљале су први јавни израз подршке једне велике силе ционизму. Израз „национално огњиште” није имало преседан у међународном праву и намјерно је било неодређено у погледу да ли се размишља о јеврејској држави. Предвиђене границе Палестине нису биле одређене, а британска влада је касније потврдила да ријечи „у Палестини” значе да јеврејско националног огњиште није намјеравало да покрије цијелу Палестину. Друга половина декларације додата је како би се задовољили противници те политике, који су рекли да би у супротном прејудицирала положај мјесног становништва Палестине и подстакла антисемитизам широм свијета (према ријечима предсједника Здруженог комитета, Дејвида Л. Александера и Клода Монтефјера у писму Тајсму) „жигосањем Јевреја као странаца у њиховим родним земљама.” Декларација је позвала на очување грађанских и религијских права палестинских Арапа, који су чинили огромну већину становништва, као и права јеврејских заједница у било којој другој земљи.
Балфорова декларација је накнадно уграђена у Мандат за Палестину како би  декларација ступила на снагу. За разлику од саме декларације, Мандат је био право обавезујући за британску владу.

### Посвјећеност арапском народу: Преписка Макмагон—Хусеин
Између јула 1915. и марта 1916. размјењен је низ од десет писама између шерифа Хусеина ибн Алија, главе Хашимита који су владали Хиџазом као вазали скроз цио миленијум, и потпуковника сер Хенрија Макмагона, британског војног комесара за Египат. У писмима — нарочито оном од 24. октобра 1915 — британска влада се сложила да призна арапску независност након рата, али да шериф Меке покрене арапску побуну против Османског царства. Иако је постојала одређена војна вриједност у арапском људству и мјесном знању уз Британску армију, основни разлог за договор био је супротстављања османском проглашењу џихада („светог рата”) савезницима, али и да би се стекла подршка 70 милиона муслимана у Британској Индији (нарочито оних у Индијској армији, која је била распоређена на свим главним ратиштима).
Подручје арапске независности одређено је као „у ограничењима и границама које је предложио шериф Меке”, са изузетком приобалном подручја које лежи западно од „каза Дамаск, Хомс, Хама и Алепо”; опречна тумачења овог описа изазвала су велике контроверзе у наредним годинама. Посебан спор, који траје и данас, био је да ли је Палестина био приобалног изузетка. На Париској мировној конференцији 1919, британски премијер Дејвид Лојд Џорџ је рекао свом француском колеги Жоржу Клемансоу и другим савезницима да је преписка Макмагон—Хусеин уговорна обавеза.

### Посвјећеност Французима: Споразум Сајкс—Пико
Оптилике истовремено, потписан је још један тајни уговор између Уједињеног Краљевства и Француске (уз сагласност Русије и Италије) да би се одрадиле њихове обострано договорене сфере утицаја и контроле у евентуалној подјели Османског царства. Примарни преговори који су довели до споразума одржани су између 23. новембра 1915. и 3. јануара 1916; 3. јануара британски дипломата Марк Сајкс и његов француски колега Франсоа Жорж-Пико парафирали су договорени меморандум. Споразум су ратификовале њихове владе 9. и 16. маја 1916. године. Споразум је додијелио Уједињеном Краљевству контролу над данашњим јужним Израелом и Палестином, Јорданом и јужним Ираком, као и додатно мало подручје око луке Хаифа и Акра, који би се омогућио приступ Средоземљу. Палестина, са мањим границама него касније Мандатна Палестина, требала је да потпадне под „међународну управу”. Споразум је првобитно коришћен као основа за Англо-француски  из 1918, који је осигурао оквир за Управу окупиране непријатељске територије на Леванту.

### Посвјећеност Друштву народа: мандатни систем
Мандантни систем је створен након Првог свјетског рата као компромис између идеала Вудроа Вилсона о самоопредјељењу, изнијетог у његовом говору Четрнаест тачака у јануару 1918. и жеље европског сила за ширењем својих империја. Основан је у складу са чланом 22. Пакта Друштва народа, који је закључен 28. јула 1919. као поглавље I Версајског споразума, а ступио је на снагу 10. јануара 1920. са остатком споразума. Члан 22. написан је два мјесеца прије потписивања мировног споразума, прије него што је тачно договорено које ће заједнице, народи или територије бити обухваћене тријема врста мандата из подпараграфа 4, 5. и 6 — класа A „раније припадало Турском царству” или класа B „централна Африка” и класа C „југозападна Африка и одређена Јужнопацифичка острва”. Споразум је потписан, а мировна конференција је прекинута прије него што је донијета званична одлука.
Два владајућа принципа чинила су језгро мандатног система: неприпајање територије и њена администрација као „свето повјерење цивилизације” за развој територије у корист домаћег становништва. Мандатни систем се суштински разликовао од протекторатног система који му је претходио, по томе што је обавезе мандатне власти према становништву територије надгледала трећа страна — Друштво народа. Мандати су требали дјеловати као правни инструменти који садрже међународно договорене услове за управљање одређеним територија послије Првог свјетског рата у име Друштва народа. Имали су природу уговора и устава, који су садржали клаузуле о мањинским правима које су предвиђале право на петицију и суђење пред Свјетским судом.
Процес успостављања мандата састојао се од двије етапе: формалног уклањања суверенитета државе која је претходно контролисала територију, након чега је услиједио пренос обавезних овлашћења на поједине државе међу савезничким силама. Према сједници Савјета Друштва народа у августу 1920, „нацрти мандата које су усвојиле савезничке и придружене силе неће бити коначни све док их Друштво не размотри и одобри… правни назив који носи обавезна сила мора бити двоструки: један од главних сила, а други додијељен од Друштва народа.” За успостављање мандата била су потребна три корака: „(1) Главне савезничке и придружене силе додјељују мандат једној од својих сила или трећој сили; (2) главне силе званично обавјештавају савјет Друштва народа да је одређена власт обавезна за једну одређену територију; и (3) савјет Друштва народа званично прима на знање именовање мандатне власти и обавјештава њу да [савјет] сматра да му је додијељен мандат, и истовремено га обавјештава о условима мандата, након што се утврди да ли су у складу са одредбама пакта.”

## Додјељивање Британији

### Палестина
Расправе о додјељивању контроле над регијом почеле су одмах по завршетку рата и настављене на Париској конференцији у јануару и Лондонској конференцији у фебруару 1920, а додјељивање је извршено на Санремској конференцији у априлу 1920. године. Савезнички Врховни савјет је додијелио мандате за Палестину и Месопотамију Британији, а мандате за Сирију и Либан Француској.
У ишчекивању мировне конференције, Британци су осмислили „Шерифско рјешење” како би „исправили сав заплет” њихових разних ратних обавеза. Тиме је предложено да три сина шерифа Хусеина — који је тада постао краљ Хиџаза, а његови синови емири (принчеви) — буду постављени као краљеви новостворених земаља широм регије договорених између Макмахона и Хусеин 1915. године. Хашимитску делегацију на Париској конференцији, коју је предводио Хусеинов трећи син емир Фејсал, Британци су позвали као представнике Арапа; они су жељели да Палестина буде дио предложене Арапске државе, а које су овај захтјев измијенили у Арапска држава под британским мандатом. Делегација је дала двије почетне изјаве на мировној конференцији. Меморандум од 1. јануара 1919. помиње циљ „да на крају уједине Арапе у једну нацију”, дефинишући арапске регије „од линије Александрета — Персија према југу до Индијског океана”. Меморандум од 29. јануара превиђа да су од „линије Александрета — Дијарбакир јужно до Индијског океана” (са границама било које нове државе), „питања за договор између нас, након што се утврде жеље њихових становника”, у осврту на политику самоопредјељења Вудроа Вилсона. У свом излагању од 6. фебруара 1919. на Париској конференцији, Фејсал (у Хусеиново име) тражио је арапску независност или барем право да одаберу мандатара. Хашимити су се борили са Британцима током рата и добијали су годишњу субвенцију од Британије; према повјерљивом додатку извјештају комисије Кинг—Крејн из августа 1919, „Французи негодују што су Енглези емиру Фејсалу уплатили велику мјесечну субвенцију, за коју тврде да покрива мноштво мита и омогућава Британцима да се одупру и имају чисте руке, док арапски агенти раде прљаве послове у њиховом интересу”.
Делегација Ционистичке организације на мировној конференцији, коју је предводио Хаим Вајцман, један од покретача Балфурове декларације, такође је затражила британски мандат, потврђујући „историјску титулу јеврејског народа у Палестини”. У повјерљивом додатку извјештају комисије Кинг—Крејн наведено је да су „Јевреји јасно за Британију као обавезну власт, због Балфурове декларације”. Ционисти су се састали са Фејсалом двије седмице прије почетка конференције како би ријешили међусобне несугласице; исход је био споразум Фејсал—Вајцман, потписан 3. јануара 1919. године. Заједно са писмом које је написао Т. Е. Лавренс у Фејсалово име Феликсу Франкфуртеру у марту 1919, ционистичка делегације је користила споразум да аргументује да су њихови планови за Палестину претходно имали одобрење Арапа; међутим, ционисти су изоставили Фејсоловом руком написано упозорење да је споразум условљен тиме да Палестина буде унутар области арапске независности.
Французи су приватно уступили Палестину и Мосул Британцима у амандману на споразум Сајкс—Пико из децембра 1918; амандман је финализован на састанку у Довилу у септембру 1919. године. Питања су потврђена на Санремској конференцији, која је формално додијелила мандат за Палестину Уједињеном Краљевству према чланку 22. Пакта Друштва народа. Иако је Француска захтијевала наставак религијског протектората у Палестини, томе су се противиле Италија и Велика Британија. Француска је изгубила религијски протекторат, али је, захваљујући Светој столици, наставила да ужива литургијске почасти у Мандатној Палестини до 1924. (када су почасти укинуте). Као што је Вајцман извијестио својим колегама из Ционистичке организације у Лондону у мају 1920, границе мандатних територија нису одређене у Сан Рему и „одредиле би их Главне савезничке силе” у каснијој фази.

### Додавање Трансјордна
Према условима преписке Макмахон—Хусеин из 1915. и споразума Сајкс—Пико из 1916, Трансјордан је требао да постане дио арапске државе или конфедерације арапских држава. Британске снаге су се повукле у прољеће 1918. из Трансјордана након њиховог првог и другог напада на ту територију, указујући на њихове политичке идеје о будућности територије; намјеравали су да то подручје постане дио арапске сиријске државе. Британци су потом нанијели пораз османским снагама у Трансјордану крајем септембра 1918, само неколико седмица прије свеукупне предаје Османског царства.
Трансјордан се није помињао током расправа у Сан Рему 1920, на којима је додијељен Мандат за Палестину. Британије и Француска су се сложиле да ће источна граница Палестине бити ријека Јордан, како је наведено у споразуму Сајкс—Пико. Исте године су из британске владе изашла два принципа. Према првом палестинска влада се неће простирати источно од Јордана; према другом био је владин избор — иако споран — тумачење преписке Макмахон—Хусеин, којом је предложено да Трансјордан буде укључен у област „арапске независности” (искључујући Палестину).
Што се тиче Фејсалове Арапске краљевине Сирије, Французи су након битке код Мајсалуна 23. априла 1920. уклонили новопроглашену националистичку владу Хашима ел Атасија и протјерали краља Фејсала из Сирије. Французи су након битке формирали нову Државу Дамаск и уздржавали се од проширења своје владавине на јужни дио Фејсаловог домена; Трансјордан је једно вријеме постао ничија земља или, како је Семјуел рекао, „политички запуштена”.

Овдје је било неколико притужби да политичка ситуација није довољно јасно разрађена, да нису поменута питања о Мандату и границама. Мандат је објављен и сада се не може мијењати с једним изузетком, који ћу сада објаснити. Трансјордан, који је у првом нацрту Мандата био изван оквира  Мандата, сада је укључен. Члан 25. Мандата који сада лежи пред Друштвом народа садржи ову одредбу. Тиме је, господине де Лијем, одговорено на питање источних граница. Питање ће добити још бољи одговор када Цисјордан буде толико пун да се прелије у Трансјордан. Сјеверна граница је и даље незадовољавајућа. Дали смо све изјаве, изнијели смо све аргументе и британска влада је урадила све везано за то. Нисмо добили оно што смо тражили и жалим што морам да вам ово кажем. Једино што смо добили јесте уступак да нам се дозволи глас у расправи о правима на воду. И сада, прије само седмицу, када је администрација у Палестини, под притиском неколико војника, хтјела да промијени наше границе, најоштрије смо протествовали и потврдили границу на линијама које су договорене. То није задовољавајуће, али са снагама којима располажемо ништа друго се не може постићи. Тако је и са Мандатом.
— Говор предсједника Ционистичке организације Хајмана Вајцмана

Конгрес са задовољством констатује да Трансјордан, који је јеврејски народ одувијек сматрао саставним дијелом Земље Израел, треба поново да буду укључен у мандатну територију Палестину. Конгрес жали што питање сјеверне границе Земље Израел, упркос свим напорима извршне власти, још није добило задовољавајуће рјешење.
— Декларација Конгреса, III. Границе.

Изводи који се односе на укључење Трансјордана у Мандат са 12. Ционистичког конгреса од 1. до 14. септембра 1921, првог након Балфурове декларације. Члан 25. је представљен као ционистичка побједа, упркос његовој намјери да искључи Трансјордан из јеврејског националног огњишта, што до тада није објављено.
Послије француске окупације, Британци су одједном пожељели да сазнају „шта је ’Сирија’ за коју су Французи добили мандат у Сан Рему?” и „да ли обухвата Трансјордан?”. Британски министар иностраних послова лорд Керзон је на крају одлучио да не обухвата; Трансјордан би остао независан, али у блиским односима са Палестином. Керзон је 6. августа 1920. писао новоименованом високом комесару Херберту Семјуелу о Трансјордану: „Предлажем да одмах дате до знања да у области јужно од линије Сајкс—Пико нећемо признати француску власт и да је наша политика да ова област буде независна, али у најближим односима са Палестином.” Семјуел је одоговорио Керзону: „Послије пада Дамаска прије двије седмице… шеици и племена источно од Јордана, потпуно незадовољни Шерифском владом, највјероватније ће прихватити оживљавање”, и затражио да се дијелови Трансјордана ставе непосредно под његову административну контролу. Двије седмице касније, 21. августа, Семјуел је посједио Трансјордан без одобрења Лондона; на састанку 600 вођа у Салту, најавио је независност области од Дамаска и њену апсорпцију у мандат (предлажући да се прећутном капитулацијом учетворостручи област под његовом контролом). Семјуел је увјерио своју публику да Трансјордан неће бити спојен са Палестином. Керзон је био у процесу смањења британских војних трошкова и није био вољан да посвети значајне ресурсе области за коју се сматрало да има маргиналну стратешку вриједност. Одмах је одбацио Семјуелов поступак и послао (преко Форин офиса) понављање својих инструкција да се минимизира обим британског ангажмана у тој области: „Нема говора о успостављању било какве британске администрације у тој области”. Крајем септембра 1920, Керзон је дао инструкције помоћнику секретара Министарства иностраних послова Роберту Ванситарту да остави источну границу Палестине недефинисану и избјегне „било какву дефинисану везу” између Трансјордана и Палестине, како би оставио отворен пут арапској влади у Трансјордану. Керзон је касније у фебруару 1921. написао: „Веома сам забринут за Трансјордан… сер Х. Семјуел то жели као анекс Палестине и излаз за Јевреје. Ево мене као његовог противника.” Абдулах, брат недавног свргнутог краља Фејсала, умарширао је у Маан предводећи од 300 до 2000 војника 21. новембра 1920. године. Од тада до краја марта 1921, Абдулахова војска је окупирала читав Трансјордан уз одређену мјесну подршку и без британског противљења.
Каирску конференцију сазвао је 12. марта 1921. Винстон Черчил, тадашњи британски секретар за колоније, и трајала је до 30. марта. Постојала је намјера да се одобри аранжман којим би Трансјордан био додат Палестинском мандату, са Абдулахом као емиром под надлежношћу Високог комесара и под условом да се одредбе Јеврејског националног огњишта из Палестинског мандата тамо не примјењују. Првог дана конференције, Блискоисточно одјељење Канцеларије за колоније је у меморандуму представило ситуацију Трансјордана. Правни савјетници Министарства иностраних послова и Канцеларије за колоније одлучили су 21. марта 1921. да уведу члан 25. у Палестински мандат, што би омогућило додавање Трансјордана.

## Израда нацрта
Предвиђена обавезна овлашћења била су потребна да би се поднијела писмена изјава Друштву народа током Париске конференције са приједлогом правила управе у мандатним областима. Израда нацрта Палестинског мандата почела је много прије него што је формално додијељен у Сан Рему у априлу 1920, пошто је након завршетка рата било очигледно да је Британија фаворизована сила у региону. Мандат је имао више нацрта: ционистички приједлози из фебруара 1919. мировној конференцији; „компромисни” нацрт између Британаца и циониста из децембра 1919; нацрт из јуна 1920. након Керзоновог „разводњавања”, а нацрт из децембра 1920. достављен је Друштву народа на коментар.

### 1919: Почетне ционистичко-британске дискусије
У прољеће 1919. стручњаци британске делегације на мировној конференцији у Паризу отворили су неформалне разговоре са представницима Ционистичке организације о нацрту Мандата за Палестину. У изради нацрта и дискусији у Паризу, др Вајцман и господин Соколов добили су драгоцјену помоћ од америчке ционистичке делегације. Крајем 1919. британска делегације се вратила у Лондон и како је током дуготрајних преговора др Вајцман често био неизбјежно одсутан у Палестини, а господин Соколов у Паризу, посао је неко вријеме обављао привремени политички одбор, чији су први чланови били сер (тада господин) Семјуел, др Јакобсон, др Фајвел, мр Сакер (из The Manchester Guardian), мр Ландман и мр Бен Кохен. Сакер, Стајн и Бен Кохен формирали су специјално за питања Мандата и граница. Нацрте за мандат су за ционистичке вође припремили професор Франкфуртер и господин Ганс. Након консултација са различитим члановима Акционог одбора и палестинским [јеврејским] делегатима који су тада били у Паризу, ови приједлози су предати британској делегацији и углавном су садржани у првом пробном нацрту, од 15. јул 1919. године.
— Политички извјештај, 2. Преговори о Палестинском мандату, 1919—1921.

Изводи који се односе на стварање првог потпуног нацрта Мандата за Палестину, из извјештаја Ционистичке организације из септембра 1921. са 12. ционистичког конгреса, првог након Балфурове декларације.
О ционистичком приједлогу мировне конференције из фебруара 1919. тада се није расправљало, пошто су разговори савезника били усмјерени на друго мјесто. Тек у јулу 1919. почели су непосредни преговори између британског Форин офиса и циониста, након што су Британци израдили пун нацрт мандата. Британски нацрт је садржао 29 чланова, у поређењу са пет чланова ционистичког приједлога. Међутим, Извјештај Ционистичке организације наводи да је Ционистичка организација представила нацрт Британцима 15. јула 1919. године.
Балфур је овластио дипломатског секретара Ерика Форбса Адама да започне преговоре са Ционистичке организације. Са ционистичке стране, израду нацрта је водио Бен Коен у име Вајцман, Феликса Франкфуртера и других ционистичких вођа. До децембра 1919. преговарали су о „компромисном” нацрту.

### 1920: Керзонови преговори
Иако је Керзон преузео од Балфура у октобру, није играо никакву активну улогу у изради нацрта све до средине марта. Израелски историчар Дворах Барзилеј Јегар помиње да му је послата копија децембарског нацрта и коментарише, „… Арапи су поприлично заборављени…”. Када је Керзон примио нацрт од 15. марта 1920, био је „далеко критичнији” и приговорио је „… формулацијама које би имплицирале признање било каквих законских права…” (нпр. да би британска влада била „одговорна за стављање Палестине у политичке, административне и економске услове који ће обезбједити успостављање јеврејског националног огњишта и развој самоуправног Комонвелта…”). Керзон је инсистирао на ревизији све док нацртом од 10. јуна нису уклоњене све његове примједбе; параграф који признаје историјску везу јеврејског народа са Палестином је уклоњен из преамбуле, а „развој самоуправног Комонвелта” је замијењен са „развоја самоуправних институција”. Изостављено је „признање успостављање јеврејског националног огњишта као водећег принципа у извршењу Мандата”.
Након оштрог приговора на предложене измјене, изјава о историјским везама Јевреја са Палестином је поново уграђена у Мандат децембра 1920. године. Нацрт је достављен Друштву народа 7. децембра 1920, а објављен је у Times 3. фебруара 1921. године.

### 1921: Члан о Трансјордану
Укључивање члана 25. одобрио је Керзон 31. марта 1921, а ревидирани коначни нацрт мандата је прослијеђен Друштва народа 22. јула 1922. године. Члан 25. дозвољавао мандатору да „одложи или обустави примјену оних одредаба мандата које сматра непримјенљивим на постојеће мјесне услове” у тој регији. Коначни текст Мандата укључује члан 25, који каже:
На територијама које се налазе између [ријеке] Јордана и источне границе Палестине, како је коначно утврђено, Мандатар ће имати право, уз сагласност Савјета Друштва народа, да одожи или обустави примјену оних одредаба овог мандата које сматра непримјенљивим на постојеће мјесне услове, и да донесе такве одредбе за управу територијама које сматра одговарајућим за те услове.

Нови члан је имао за циљ да омогући Британији „да успостави арапску администрацију и да на неодређено вријеме задржи примјену оних клаузула мандата које се односе на успостављање Националног огњишта за Јевреје”, како је објашњено у писму Канцеларије за колоније од три дана касније. Тиме су створене двије административне области — Палестина, под непосредном британском влашћу, и самоуправни Емират Трансјордан, под влашћу Хашимита — у складу са измјењеним тумачењима преписке Макмахон—Хусеин од стране британске владе из 1915. године. На дискусијама у Јерусалиу 28. марта, Черчил је предложио свој план Абдулаху, по којем би Трансјордан био примљен у мандаторно подручје као арапске земља засебна од Палестине и да буде (у почетку шест мјесеци) под номиналном влашћу емира Абдулаха. Черчил је рекао да Трансјордан неће бити дио јеврејског националног огњишта, које ће бити успостављено западно од ријеке Јордан:
Трансјорданија не би била укључена у садашњи административни систем Палестине, па се стога ционистичке клаузуле мандата не би примјењивале. Хебрејски не би постао службени језик у Трансјорданији и не би се очекивало од мјесне владе да усвоји било какве мјере за промовисање имиграције и колонизације Јевреја.
Абдулахово шестомјесечно суђење је продужено, а од наредног љета је почео да изражава своје нестрпљење због недостатка формалне потврде.

### 1921—1922: Покушај мијешања палестинских Арапа
Израда нацрта је спроведена без учешћа Арапа, упркос чињеници да је њихово неслагања са Балфуровом декларацијом било добро познато. Палестинска политичка опозиција почела је да се организује 1919. у виду Палестинског арапског конгреса, који је образован од мјесних Муслиманско-хришћанских удружења. У марту 1921, нови британски секретар за колоније Винстон Черчил стигао је у регију како би образовао британску политику на терену на Каирској конференцији. Вођа Палестинског конгреса Муса ел Хусајни покушао је да представни ставове Извршног одбора у Каиру и Јерусалиму, је оба пута одбијен. Четврти Палестински арапски конгрес послао је у љето 1921. делегацију коју је предводио Ел Хусајни у Лондон како би преговарала у име муслиманског и хришћанског становништва. На путу је делегација одржала састанке са папом римским Бенедиктом XV и дипломатама из Друштва народа у Женеви (гдје су се сусрели и са Балфуром, који није био заинтересован). У Лондону су имали три састанка са Винсотоном Черчилом на којима су позвали на преиспитивање Балфурове декларације, укидање политике Јеврејског националног огњишта, прекид имиграције Јевреја и да се Палестине не одваја од својих сусједа. Сви њихови захтјеви су одбачени, иако су добили охрабрење од неколико конзервативних парламентараца.
Ел Хусајни је предводио делегацију 1922. у Анкари, а затим на Лозанској конференцији, гдје је (послије побједе Турског националног покрета у Грчко-турском рату) требало поново да се преговара о Севрском споразуму. Палестинска делегације се надала да ће уз турску подршку моћи да изоставе Балфурову декларацију и мандатну политику из новог споразума. Делегација се састала са главним турским преговарачем, Исмет-пашом, који је обећао да ће „Турска инсистирати на арапском праву на самоопредјељење и… палестинској делегацији треба дозволити да се обрати на конференцији”; међутим, избјегавао је даље састанке и други чланови турске делегације су јасно рекли да намјеравају да „прихвате статус кво послије Првог свјетског рата”. Током преговора, Исмет-паша је одбио да призна или прихвати мандате; иако нису поменути у коначном споразуму, то није имало утицаја на спровођење мандатне политике покренуте три године раније.

### 1922: Коначни амандмани
Свака од главних савезничких сила је учествовала у изради предложених мандаа, иако неке (укључујући Сједињене Државе) нису објавиле рат Османском царству и нису постале чланице Друштва народа.
| Значајни британски нацрти мандата                                                                                | Значајни британски нацрти мандата | Значајни британски нацрти мандата |
| Датум нацрта | Договорено између | Примарне промјене насупрот претходне верзије |
| --- | --- | --- |
| 3. феебруар 1919. Нацрт Ционистичке организације (Викизворник)                                                   | Нацрт Ционистичке организације потписали су Волтер Ротшилд, Ционистичка организација (Нахум Соколов и Хаим Вајцман); Ционистичка организација Америке (Џулијан Мек, Стивен Семјуел Вајс, Хари Фриденвалд, Џејкоб де Хас, Мери Фелс, Луис Робисон и Бернар Флекснер) и Руска ционистичка организација (Исраел Рософ) Достављен је у фебруару, а Британци прегледали у априлу 1919. године, | Прва верзија предата на мировној конференцији. Нацрт јее садржао само пет тачака, од којих је пета имала пет подтачака. |
| 15. јул 1919. Нацрт британског Форин офиса (Викизворник)                                                         | Нацрт британског Форин офисс (политичка секција) након расправе са Ционистичком организацијом, која је касније тврдила да су приједлози које су упутили Британацима „у великој мјери оличени” у овом нацрту. | Први званични нацрт мандата Преамбула и 29 клаузула су се уско придржавали принципа које су предложили ционисти. Релевантне измјене су укључивалее: - У преамбули: „признају историјску титулувезу јеврејског народа уса Палестиниом и право Јевреја да поново конституишу у Палестини своје национално огњиштетврдњу да ће наћи национално огњиште у тој земљи.” - Смањење британске обавезе да прихвати савјет од Јевреејског савјета |
| 24. септембар 1919. Приједлог Ционистичке организације (Викизворник)                                             | Контраприједлог Ционистичке организације који је Коен предстсавио Форбсу Адаму, са амандманима које је израдио ционистички „Комитет за дјеловање” у Лондону у јулу и августу | Кликните овдје да видите поређење са нацртим од 15. јула 1919. године: - „Ерец Израел” је додат као первод за „Палестина”; - „наћи национално огњиште у тој земљи” замијењено са „поново конституисати Палестину као своје национално огњиште”; - Додао да ће Јеврејска агенција „имати право прече куповине” у погледу економских концесија; - Уклоњеен члан који гарантује имовинска права религијских организација; - Захтјевао од владе да призна јеврејски сабат и јеврејске празнике као законске дане одмора. |
| 11. децембар 1919. „привремено договорено између Ционистичке организације и британске делегацијее” (Викизворник) | Привремени споразум постигнут након разговора у Паризу почетком децембра између Форбса Адама и Херберта Вилијама Малкина из британског Форин офиса и Коена за Ционистичку организацију. Форбс Адам је упозорио ционистее да „ово није била посљедња ријеч”. | - „Скоро истовјетан” септембарском ционистичком приједлогу у погледу примарних области од интереса циониста; нпр. преамбула је суштински неопромијењена. - Уклоњен је члан: „Контролу и управљање имовином муслиманског вакуфа у Палестини ће преузети Влада, која ће поштовати муслимански закон и жеље оснивача, у мјери у којој то може бити у складу са јавним интересима земље у цјелини”; - Такође уклоњен је члан који предлаже да грађанскоправна питања буду предмет одвојених судских аранжмана за Јевреје и Муслимана; - Дадатни детаљи су додати у чланове о јеврејском стицању држављанства и заштити странаца. |
| 10. јун 1920. Предат британском кабинету (Викизворник)                                                           | Керзон | |
| 25. септембар 1920. Предат британском кабинету (Викизворник)                                                     | Керзон | |
| 7. децембар 1920. Предат на преглед Друштву народа (Викизворник)                                                 | Керзон | Поређење са нацртом од 25. септембра 1920. године: - Враћена преамбула: „Будући да је тиме дато признање историјској повезаности јеврејског народа са Палестином и основама за поновну конструкцију њиховог националног огњишта у тој земљи”; - Уклоњена су два члана везана за потенцијално разграничење (чланови 2. и 3. септембарске верзије). |
| 24. јул 1922. Одобрио Савјет Друштва народа (Викизворник)                                                        | Савјет Друштва народа; Трансјорданска промјена коју је предложила британска влада на Каирској конференцији у марту 1921; друге измјене које предлажу остали чланови Савјета Друштва. | Поређење са нацртом од 7. децембра 1920. године: - Уклањање позивања на неважећи Севрски споразум, укључујући Преамбулу (члан 95. и 132.), члан 14. (Света мјеста, Члан 95.) и члан 21. (Закон о антиквитетима, члан 421.); - Додат (Трансјордан) члан 25. |

## Одобрења

### Британски парламент
Британско јавно и владино мњење све више се противило државној подршци ционизму, па је чак и Сајкс почео да мијења своје ставове крајем 1918. године. У фебруару 1922. Черчил је телеграфисао Самјуелу, који је осамнаест мјесеци раније започео своју улогу високог комесара за Палестину, тражећи смањење трошкова, с напоменом:
У оба од Домова Парламента расте покрет непријатељстава, против ционистичке политике у Палестини, који ће бити подстакнути недавним Нортклифовим чланцима. Не придајем превелики значај овом покрету, али је све теже изаћи на крај са аргументом да је неправедно тражити од британског пореског обвезника, који је већ оптерећен порезима, да сноси цијену наметања Палестини непопуларне политике.
Дом лордова одбацио је Палестински мандат који укључује Балфурову декларацију са 60 гласова за и 25 против након издавања Черчилове Бијеле књиге у јуну 1922, након приједлога који је предложио лорд Ислингтон. Гласање је било симболично, пошто је касније поништено гласање у Доњем дому након тактичког заокрета и низа Черчилових обећања.

У фебруару 1923, након промјене владе, Кевениш је поставио темеље за тајну ревизију палестинске политике у дугачком меморандуму Кабинета:
Било би бепослено претварати се да је ционистичка политика другачија од непопуларна. Огорчено је нападнут у Парламенту и још увијек је жестоко нападнут у одређеним дијеловима штампе. Наводни разлози за напад су троструки: (1) наводно кршење Макмеховних обећања; (2) неправда наметања некој земљи политикее којој се противи велика већина њених становника; и (3) финансијско оптерећење британског порескогг обвезника…
Његова насловна биљешка тражи да се изјава о политици донесе што је прије могуће и да се кабинет фокусира на три питања: (1) да ли су обећања дата Арапима противна Балфуровој декларацији; (2) ако не, да ли нова влада треба да настави политику коју је стара влада поставила у Бијелој књизи 1922; и (3) ако не, коју алтернативну политику треба усвојити.
Стенли Болдвин, који је преузео дужност премијера 22. маја 1923, основао је кабинетски подкомитет у јуну 1923. чији је задатак био да „поново испита палестинску политику и посавјетује комплетан кабинет да ли Британија треба да остане у Палестини и да ли, уколико остане, треба наставити проционистичку политику”. Кабинет је одобрио извјештај пододброа 31. јула 1923; приликом представљања извјештаја подкомитета кабинету, Керзон је закључио била „мудрост или лудост, скоро немогуће да се било која влада извуче без значајне жртве досљедности и самопоштовања, ако не и части”. Описујући то као „ништа изванредно”, специјалиста за међународно право проф. Џон Б. Квигли, примјетио је да влада признаје себи да је њена подршка ционизму подстакнута разматрањима која немају никакве везе са заслугама ционизма или његовим посљедицама по Палестину. Документи везани за поновну процјену из 1923. остали су тајни до почетка 1970-их година.

### Сједињене Државе
Сједињене Државе нису биле чланица Друштва народа. Два мјесеца након пто је нацрт мандата достсвљен Друштву, односно 23. фебруара 1921, Сједињене Државе су затражиле дозволу да дају коментар прије него што Савјет Друштва народ стави на разматрање мандате; Савјет се сложио са захтјевом недјељу дана касније. Разговори су настављени до 14. маја 1922, када је америчка влада објавила услове споразума са Уједињеним Краљевством о Палестинском мандату. Услови су укључивали одбредбу у којој је наведено да се „сагласност Сједињених Држава треба добити прије било какве измјене у тексту мандата”. Упркос противљењу Стејт департмента, након тога је 21. септембра 1922. услиједила резолуција Лојџ—Фиш, којом је Конгрес подржао Балфурову декларацију.
Сједињене Државе су 3. децембра 1924. потписале Палестинску мандатну конвенцију, билатерални уговор са Британијом у којем Сједињене Државе „пристају на администрацију” (члан 1.) и који се бавио осам питања од значаја за Сједињене Државе (укључујући имовинска права и пословне интересе). Стејт департмент је припремио извјештај којим је документовао свој став о мандату.

### Савјет Друштва народа: Мандат
У расправи о датуму када би питање нацрта Мандата за Палестину требало да буде стављено на дневни ред Савјет Друштва народа, лорд Балфур је 17. маја 1922. обавијестио Савјет о разумијевању његове владе о улози Друштва у креирању мандата:
Мандате није стварало Друштво и није их у суштини могло мијењати Друштво. Дужности Друштва била су ограничена на то да се побрину да су специфични и детаљни услови мандата у складу са одлукама које су донијеле савезничке и придружене силе, и да у извршавању ових мандата мандатарне силе треба да буду под надзором, а не под контролом, Друштва. Мандат. је био самонаметнутно ограничење суверенитета који су освајачи вршили над освојеном територијом.
Савјет Друштва народа састао се између 19. и 24. јула 1922. да би одобрио мандате класе А за Палестину и Сирију (записнике са састанака можете прочитати овдје). Палестински мандат одобрен је 22. јула 1922. на приватном састанку Савјета Друштва народа у Палати Сент Џејмс у Лондону, чиме је Британцима дато званично међународно признање за позицију коју су фактички имали у регији од краја 1917. у Палестини и од 1920—1921. у Трансјордану. Савјет. је навео да је мандат одобрен и да ће ступити на снагу „аутоматски” када се ријеши спор између Француске и Италије. Јавну изјаву којом је то потврдио предсједник Савјета дао је 24. јула. Пошто су фашисти преузели власт у Италији у октобру 1922, нови италијански премијер Мусолини је одложио споровђење мандата. Турска скупштина је у Анкари 23. августа 1923. ратификовала Лозански уговор са 215 гласова за од 235 гласова.
Савјет Друштва народа утврдио је да су два мандата ступила на снагу на састанку 29. септембра 1923. године. Турском ратификацијом ријешен је спор између Француске и Италије.

### Савјет Друштва народа: Трансјордански меморандум
Убрзо након одобрења мандата у јулу 1922, Канцеларија за колоније је припремила меморандум за спровођење Члана 25. Друштво народа је одобрило Британски меморандум 16. септембра 1922, у коме се детаљно наводи намјеравана примјена клаузуле која искључује Трансјордан из чланова које се односе на јеврејско насељавање. Када је меморандум достављен Савјету Друштва народа, Балфур је објаснио позадину; према записнику, „Лорд Балфур је подсјетио своје колеге да члан 25. мандата за Палестину, који је одобрио Савјет у Лондону 24. јула 1922, превиђа да територије у Палестини које леже источно од Јордана треба да буду под донекле другачијим режимом од остатка Палестине… Британска влада је сада само предложила да се спроведе овај члан. То је одувијек био дио политике коју је Друштво разматрало и коју је британска влада прихватала, а касније је жељела да то спроведе у дјело. У складу са политиком, садржаном у чланку 25, лорд Балфур је позвао Савјет да донесе низ резолуција којима је измијењен мандат у погледу тих територија. Циљ ових резолуција био је да се повуку из Трансјорданије посебне одредбе које су имале за циљ да обезбједе национално огњиште Јеврејима западно од Јордана.”

### Турска
Турска није била чланица Друштва народа током преговора; била је на страни поражених у Првом свјетском рату, а Друштву се придружила тек 1932. године. Одлуке о мандатима над османском територијом које је донио савезнички Врховни савјет на Санремску конференцију документоване су у Севрском уговору, који је потписан у име Османског царства и Савезника 10. августа 1920. године. Међутим, османска влада никада није ратификовала споразум, јер је захтијевао сагласност Мустафе Кемала Ататурка. Ататурк је изразио презир према споразуму и наставио оно што је постало познато као Турски рат за независност. Лозанска конференција почела је у новембру 1922, с намјером да се преговара о споразуму који би замијенио пропали Севрски споразум. Лозанским уговором, који је потписан 24. јула 1923, турска влада је признала одвајање регија јужно од граница договорено Анкарским уговором (1921) и одрекла се свог суверенитета над Палестином.

## Кључна питања

### Национално огњиште за јеврејски народ (Преамбула и Чланови 2, 4, 6, 7, 11.)
Према другом ставу преамбуле мандата,
Док су се главне савезничке силе такође сложиле да Мандатар треба бити одговоран за спровођење декларације коју је првобитно издала 2. новембра 1917. влада Његовог Британског Величанства, а које су поменуте силе усвојиле, у корист успостављања националног огњишта у Палестини за јеврејски народ, имајући у виду да се не смије учинити ништа што би могло угрозити грађанска и религијска права нејеврејских заједница у Палестини или права и политички статус који Јевреји уживају у било којој другој земљи…

Вајцман је у својим мемоарима примјетио да најважнијим дијелом мандата и најтежим преговорима сматра сљедећу клаузулу у преамбули која признаје „историјску везу Јевреја са Палестином”. Керзон и италијанска и француска влада одбациле су ране нацрте мандата јер је преамбула садржала пасус који је гласио: „Признајући, штавише, историјску везу јеврејског народа са Палестином и тврдњу која им даје да поново конституишу као своје национално огњиште…” Палестински комитет који је основао Форин офис препоручио је да се изостави референца на „тврдњу”. Савезници су већ примјетили историјску везу у Севрском уговору, а нису признали правни захтјев. Лорд Балфур је предложио алтернативу која је прихваћена и укључена у преамбулу одмах послије горе цитираног параграфа:
Будући да је тиме [тј. Севрским уговором] дато признање историјској повезаности јеврејског народа са Палестином и основама за поновну конструкцију њиховог националног огњишта у тој земљи;
У тијелу документа, Ционистичка организација је поменута у члану 4; у нацрту из септембра 1920. додата је квалификација која је захтијевала да „њена организација и устав” морају бити „по мишљењу Мандатора одговарајући”. „Јеврејска агенција” је поменута три пута: у члановима 4, 6. и 11. Члан 4. мандата је предвиђао „признање одговарајуће јеврејске агенције као јавног тијела у циљу савјетовања и сарадње са Администрацијом Палестине у економским, социјалним и другим питањима која могу утицати на успостављање јеврејског националног огњишта и интересе јеврејског становништва Палестине”, чиме се заправо успоставља оно што је постало „Јеврејска агенција за Палестину”. Члан 7. каже: „Управа Палестине је одговорна за доношење закона о држављанству. У овај закон биће укључене одредбе које су уоквирене тако да олакшају стицање палестинског држављанства Јеврејима који се стално настањују у Палестини.” Услов за овај циљ мандата био је да се „ништа не смије чини што би могло штетити грађанским и религијским правима постојећих нејеврејских заједница у Палестини.”

### Религијска и комунална питања (Чланови 13—16. и 23.)
Религијске и комуналне гаранције, као што су слобода религије и образовања, дате су уопштено без осврта на одређену религију. Ватикан и италијанска и француска влада концентрисале су своје напоре на питања Светих мјеста и права хришћанских заједница, постављајући своје правне захтјеве на основу бившег Протектората Свете столице и Француског протектората Јерусалима. Католичке силе су видјеле прилику да преокрену успјех грчке и руске православне заједнице у регији током претходних 150 година, као што је документована у Статусу кво. Ционисти су имали ограничен интерес у овој области.
Британије би преузела одговорност за Света мјеста према члану 13. мандата. Идеја о Међународној комисији за рјешавање потраживања на Света мјеста, формализована у члану 95. Севрског споразума, поново је преузета у члану 14. Палестинског мандата. За кашњење у ратификацији дјелимично су одговорни и преговори о образовању и улази комисије. Члан 14. мандата захтијевао је од Британије да оснује комисију за проучавање, дефинисање и утврђивање права и потраживања везаних за палестинске религијске заједнице. Ова одредба, која је захтијевала стварање комисије за ревизију Статуса кво религијских заједница, никада није спроведена.
Члан 15. захтијевао је да од мандаторне администрације да обезбједи потпуну слободу савјести и слободно вршење свих облика богослужења. Према члану, „Никаква дискриминација било које врсте неће бити вршена између становника Палестине на основу расе, религије или језика. Ниједна особа неће бити искључена из Палестине на основу свог религијског увјерења.” Високи комесар је успоставио ауторитет ортодоксног рабината над припадницима јеврејске заједнице и задржао модификовану верзију османског милетског система. Формално признање је проширено на једанаест религијских заједница, које нису укључивале неортодоксне Јевреје или протестантске хришћанске конфесије.

### Трансјордан (Члан 25. и Трансјордански меморандум)
Јавно појашњење и примјена члана 25, више од годину дана након што је додат мандату, навело је неке да „замисле да је трансјорданска територија била покривена условима Мандата у погледу Јеврејског националног огњишта прије августа 1921.” То би, према професору савремене јеврејске историје Бербарду Васерштајну, резултирало „митом о палестинској ’првој подјели’ [која је постала]” дио концепта ’Великог Израела’ и идеологије жаботинског ревизионистичког покрета”. Палестинско-амерички академик Ибрахим Абу-Лаход, тадашњи предсједавајући одјељења политичких наука Сјеверозападног универзитета, сугерисао је да би референце израелског портпарола о „Јордану као палестинској држави” могле да одражавају „исто [не]разумјевање”.

Пет мјесеци прије нго што је мандат ступио на снагу, 25. априла 1923, независна управа је призната у изјави датој у Аману:
Под условом одобрења Друштва народа, Његово Британско Величанство ће признати постојање независне владе у Трансјордану под управом Његовог Височанства Амира Абдулаха, под условом да је таква влада уставна и ставља Његово Британско Величанство у позицију да испуни своје међународне обавезе у погледу територије помоћу споразума који ће бити закључен са Његовим Височанством.

### Законитост
Научнци су детаљно оспорили законитост мандата, посебно његову конзистентност са Чланом 22. Пакта Друштва народа. Према преамбули мандата, мандат је додијељен Британији „у сврху спровођења одредби Члана 22. Пакта Друштва народа”. У том члану, који се односио на повјерење „туторства” колонија које су раније биле под њемачким и турским суверенитетом „напредним нацијама”, прецизира се „заједнице које су раније припадале Турском царству” које су „дошле до фазе развоја у којој њихово постојање као независне нације могу бити привремено признате под условом пружања административних савјета и Мандатарове помоћи, све док не буду у могућности да стоје саме.” Током мандата, челници палестинских Арапа су цитирали члан као доказ своје тврдње да су Британци били обавезни (према условима мандата) да омогуће коначно стварање независне арапске државе у Палестини.

### Границе
Прије Првог свјетског рата, територија која је постала Мандаторна Палестина обухватала је некадашњи османски Мутасарифат Јерусалим и јужни дио Бејрутског вилајета; оно што је постало Трансјордан обухватало је јужни дио Сиријског вилајета и сјеверни Хиџаски вилајет. Током рата, британска војска је подијелила ратишта Хиџаског и Египатског експедиционих снага дуж линија од тачке јужно од Акабе до тачке јужно од Маана. Ратиште Египатских снага било је подијељено између главног ратишта у Палестини и сиријског ратишта, укључујући Трансјордан, коју је предводила Фајсалова Арапска устаничка армија. Послијератна Управа окупиране непријатељске територије Југ и Исток (Исток са арапским гувернером), подијелила је територију на исти начин; професор Јицак Гил-Хар примјећује да је „војна администрација [у Палестини] увијек третирала Трансјордан као посебну администрацију изван своје надлежности”. Професор Ури Раанан написао је 1955. да гранични систем Управе окупиране непријатељске територије „политички, ако не и правно, морао да утиче на послијератно рјешење”.
На приватном састанку 13. септембра 1919. током Париске мировне конференције, Лојд Џорџ дао је Жоржу Клемансоу меморандум у којем је наведено да ће Британска Палестина бити „дефинисана у складу са древним границама од Дана до Бершебе”. Библијски концепт Земље Израела и његово поновно успостављање као савремене државе било је основно начело првобитног ционистичког програма. Хаим Вајцман, вођа ционистичке делегације на Париској конференцији, представио је ционистичку изјаву 3. фебруара 1919. у којој се проглашавају границе и ресурси које су ционисти предложили „неопходним за економску основу земље”, укључујући „контролу њених ријека и њихово изворишта”. Ове границе су укључивале данашњи Израел и територије под окупацијом Израела, западни Јордан, југозападну Сирију и јужни Либан „у околини јужног Сидона”. Ни Палестинци, ни било који други Арапи, нису били укључени у расправе које су одрађивале границе Мандатне Палестине.

#### Палестинско-египатска граница
Прва граница које је договорена била је са британски Египтом. У меморандуму британске политичке делегације од 9. маја 1919. на Париској конференцији наведено је да Британци намјеравају да усвоје границу између Египта и Османског царства која је успостављена 1906. године. Одлука, компромис између приједлога циониста и британских власти у Египту, већ је била добро дефинисана на картама.
Регија Негев је придодата Палестини 10. јула 1922, након што је британски представник Џон Филби уступио „у име Трансјордана”; иако се обично бе сматра дијелом Палестине, Ционистичка организација је лобирала да Палестина добије приступ Црвеном мору. Абдулахови захтјеви да се Негев придода Трансјордану крајем 1922. и 1925. су одбијени.

#### Сјеверне границе
Одређивање сјеверне границе Мандата био је далеко дужи и сложенији поступак него за остале границе. Двије основне разлике су биле у томе што је ова граница раздвајала облести под контролом Француске и Британије и пролазила је кроз густо насељена подручја која нису била раздвојена. Остале границе су одвајале британску Палестину од британског Египта и британског Трансјордана, а првенствено су пролазиле кроз ријетко насељена подручја.
Сјеверна граница између британског и француског мандата била је широко дефинисана француско-британским граничним споразумом из децембра 1920; то је постало познато као споразум Пауле—Њукомб према француском потпуковнику Н. Паулу и британском потпукоповнику С. Ф. Њукомбу, који су именовани да предводе граничну комисију 1923, како би финализовали споразум. Споразумом је већина Голанске висоравни је смјештена у француску сферу, а успостављена је заједничка комисија за рјешавање и обиљежавање границе. Комисија је поднијела свој коначни извјештај 3. фебруара 1922; британска и француска влада су га одобриле с одређеним упозорењима 7. марта 1923, неколико мјесеци прије него што су Британија и Француска преузеле своје мандаторне одговорности 29. септембра  1923. године. Према споразуму, становници Сирије и Либана имали су иста права на риболов и пловидбу на језеру Хула, Галилејском мору и ријеци Јордан као грађани Мандатне Палестине, али би влада Палестине била одговорна за надзор над језерима. Ционистички покрет је вршио притисак на Французе и Британце да укључе што више извора воде у Палестину током преговора о демаркацији. Захтјеви покрета утицали су на преговараче, што је довело до укључивања Галилејског мора, обје обале Јордана, језера Хула, извора Дан и дијела ријеке Јармук. Као високи комесар Палестине, Херберт Самјуел је захтијевао пуну контролу над Галилејским морем. Нова граница је пратила линију од 10 метара дуж сјевероисточне обале. Након рјешавања питања сјеверне границе, британска и француска влада су 2. фебруара 1926. потписале споразум о добросусједским односима између мандатних територија Палестине, Сирије и Либана.

#### Палестинско-трансјорданска граница
Трансјордан је током османске владавине био дио Сиријског вилајета — првенствено санџака Хауран и Маан (Карак). Од краја рата био је дио заузетог подручја под управом Арапа — АОНТ Исток, која је касније проглашена дијелом Фејсалове Арапске Краљевине Сирије. Британци су били задовољни тим аранжманом, јер је Фејсал био британски савезник; регија је спала у непосредну сферу британског утицаја према споразума Сајкс—Пико, а нису имали довољно трупа које би гарнизовали на том подручју.
Током израде нацрта мандата, Ционистичка организација је заговарала укључење у састав Палестине територије источно од ријеке Јордан. На мировној конференцији 3. фебруара 1919, организација је предложила да источну границу чине „линије близу и западно од Хиџазске жељезничке пруге  која завршава у заливу Акаба”; пруга је ишла паралелно са ријеком Јордан и око 60 км источно од саме ријеке. У мају су британски званичници на мировној конференцији представили приједлог који је укључивао карте које приказују источну границу Палестине само 10 километара источно од Јордана. У Паризу није постигнут договор; о тој теми се није разговарало на Санремској конференцији у априлу 1920, на којој су границе мандата „Палестина” и „Сирија” остављене као неодређене да би их касније „одредиле главне савезничке силе”.
Ријека Јордан је одабрана као коначна граница између двије територије; то је документовано у члану 25. мандата, који је Керзон одобрио 31. марта 1921, којим је једноставно као граница одређена ријека Јордан. Никаква даља дефиниција није разматрана до средине 1922, када је граница постала значајна због преговора о хидроелектрани Рутенберг и Устава Мандатне Палестине (који се није односио на Трансјордан, наглашавајући потребу за јасном дефиницијом). Устав објављен 1. септембра био је прва званична изјава о детаљима границе, што је поновљено у Трансјорданском меморандуму од 16. септембра 1922: „од тачке двије миље западно од града Акабе у истоименом заливу до центра Вади Арабе, Мртвог мора и ријеке Јордан до њеног ушћа са ријеком Јармук; одатле уз средину корита ријеке до сиријске границе”.

#### Трансјорданско-арабијска граница
Јужна граница између Трансјордана и Арабије сматрала се стратешком за Трансјордан како би избјегао да остане без излаза на море, с намјером да мору приступи преко луке Акаба. Јужна регија Маан—Акаба, велико подручја са само 10.000 становника, била је под управом АОНТ Исток (касније Арапска Краљевина Сирија, а затим Мандатни Трансјордан) и на њу је право полагала Краљевина Хиџаз. У АОНТ Исток, Фејсал је именовао кајмакама (подгувернера) у Маану; кајмакаму у Акаби, који је „некажњено занемарио и Хаусеина у Меки и Фејсала у Дамаску”,, Хусеин је наложио да прошири своје власт над Мааном. Овај технички спор није постао отврени сукоб, а Краљевина Хиџаз је требала да преузме фактичну контролу након што су Французи поразили Фејсалову администрацију. Након саудијског освајања Хиџаза од 1924. до 1925, Хусеинова војска је пребјегла у регију Маана (за коју је тада званично објављено да је анектирао Абдулахов Трансјордан). Ибн Сауд је приватно пристао на поштовање овог става у писмима размијењеним у вријеме потписивања Уговора из Џеде 1927. године.

#### Трансјорданско-ирачка граница
Положај источне границе између Трансјордана и Ирака сматрана је стратешком у погледу предложене изградње нафтовода Киркук—Хаифа. Први пут је одређена 2. децембра 1922. споразумом у којем Трансјордан није био једна од страна — Укериским протоколом између Ирака, Наџда и Кувајта. Описан је западни крај играчко-наџдске границе као „Џебел Аназан који се налази у близини пресјека 32 степена сјеверне географске ширине и 39 степени источне географске дужине између Ирака и Наџда”, чиме се имплицитно потврђује као тачка у којој граница између Ирака и Наџда, постала граница Трансјордана и Наџда. То је услиједило након Лоренсовог приједлога у јануару 1922. да се Трансјордан прошири на начин да укључује Вади Сирхан на југ све до Ел Џауфа, како би се заштитила британска рута ка Индији и обузда Ибн Сауд.

## Утицај и прекид

### Мандатарна Палестина
Британци су контролисали Палестину скоро три деценије, надгледајући низ протеста, нереда и побуна, како јеврејске, тако и арапске заједнице. План Уједињених нација о подјели Палестине донијет је 29. новембра 1947; њим је превиђено стварање одвојених јеврејских и арапских држава које би дјеловале под економском унијом, а Јерусалим би прешао под старатељство УН. Двије седмице касније, колонијални секретар Артур Крич Џонс објаснио је да ће британски мандат престати 15. мај 1948. године. Посљедњег дана мандата, проглашено је успостављање Државе Израел и почео је Арапско-израелски рат.

### Емират Трансјордан
У априлу 1923, пет мјесеци прије ступања мандата на снагу, Британија је објавила намјеру да призна „независну владу” Трансјордана. Трансјордан је у великој мјери имао аутономију под британским туторством у складу са споразумом од 20. фебруара 1928, а постао је потпуно независан према споразуму са Британијом 22. марта 1946. године.

### Примарни пратећи цитати
1. ↑  Али Алави је то објаснио на сљедећи начин: „Када је Фејсал напустио састанак са Вајцманом да објасни поступке својим савјетницима који су били у оближњој канцеларији у хотелу Карлтон, дочекали су га са шоком и невјерицом. Како је могао да потпише документ који је странац написао у корист другог странаца на енглеском, језику који није знао? Фејсалов одговор савјетницима је забиљежен у мемоарима Авнија Абд ел Хадија: ’У праву сте што сте изненађени потписивањем таквог споразума, написаног на енглеском. Али гарантује вам да ће ваше изненађење нестати када вам кажем да нисам потписао споразум прије него што сам у писаној форми навео да је моје потписивање условљено прихватањем од стране британској влади претходне ноте коју сам предао Форин офису… [Ова нота] садржала је захтјев за независношћу арапских земаља у Азији, с почетком од линије на сјеверу код Александрета—Дијарбакир и протеже се до Индијског океана на југу. А Палестина је, као што знате, унутар ових граница… Потврдио сам у овом споразуму прије потписивања да нисам одговоран за примјену било чега у споразума, ако је дозвољено било какво мијењање моје ноте.’”[42]
2. ↑  The Times је Вајсманову извјавио од 8. маја 1920. представио на сљедећи начин: „Још увијек постоје неријешени важни детаљи, као што су стварни услови мандата и питање границе у Палестини. Постоји разграничење између француске Сирије и Палестине, која ће чинити сјеверну границу и источну линије демаркације, која се граничи са арапском Сиријом. Ово посљедње се вјероватно неће ријешити све док емир Фејсал не дође на мировну конференцију, вјероватно у Париз.”[46]
3. 1 2  У телеграму упућеном британском Сталног државног подсекретару иностраних послова лорду Хардингу 26. априла 1920, прије него што је напустио Сан Ремо, Керзон је написао: „границе ових држава неће бити укључене у мировни уговор [са Турском], али ће их такође одредити главне савезничке силе. Што се тиче Палестине, у мировни уговор треба убацити и члан којим се администрација повјерава мандатару, чије су дужности дефинисане дословним понављањем изјаве господина Балфура из новембра 1917. И овдје границе неће бити дефинисане у мировном уговору, већ ће их касније одредити главне савезничке силе. Мандатар се не помиње у уговору, али је независном одлуком Врховном савјета проглашена Велике Британија.”[47][48]
4. ↑  Годину дана након што се повукао са функције главног тужиоца Палестине, Норман Бентвич је описао историјску ситуацију на сљедећи начин: „Високи комесар је… био на функцији само неколико дана када је емир Фејсал… морао да побјегне из своје краљевине” и „Фејсалов одлазак и распад Емирата Сирија оставили су територију на источној страни Јордана у збуњујућем стању одвојености. Једно вријеме је била ничија земља. У османском режиму ова територија је била дио Дамаског вилајета; под војном управом тертиран је дио источне окупиране територије којом се управљало из Дамска; али сада је било немогуће да се та подријеђеност настави, а њена природна везаност била је са Палестином. Територија је, зауста, била укључена у Мандатну територију Палестине, али су била укључена тешка питања везана за примјену клаузуле мандата везаног за јеврејско Национално огњиште. Обавезе дате Арапима у погледу самоуправне арапске области укључивале су територију. Најзад, Влада Његовог Величанства није била вољда да се упусти у било какву дефинитивну обавезу и ставила је вето на сваки улазак трупа на територију. Арапима је стога препуштено да рјешавају своју судбину.”[59]
5. ↑  Дан прије састанка, 20. августа, Семјуел је забиљежио у свом дневнику: „То је потуно нерегуларан поступак, мој одлазак изван властите јурисдикције у земљу која је била Фејсалова и којом још увијек управља влада из Дамаска, сада под француским утицајем. Ипак, подједнако је нерегуларно да влада под француским утицајем врши функције на територији за коју је договорено да буде у британској сфери: од двије неправилности ја више волим своју.”[72]
6. ↑  У Керзоновом телеграму од 26. августа 1920. стајало је да: „Влада Његовог Величанства нема жељу да прошири своју надлежност у арапским областима и мора инсистирати на строгом придржавању веома ограничене помоћи коју можемо понуду мјесној администрацији у Трансјордану, као што је наведено у мом телеграму бр. 80 од 11. августа. Нема говора о успостављању било какве британске администрације у тој области и све што се тренутно може учинити јесте да се пошаље највише четири или пет политичких службеника са упутствима о линијама које су наведене у мом горе поменутом телеграму.”[57][58][74]
7. ↑  Керзон је написао „Влада Његовог Величанства већ третира ’Трансјордан’ као засебан од Државе Дамаск, док у исто вријеме избјегава било какву дефинитивну везу између њега и Палестине, остављајући тако отворен пут за успостављено, уколико постане препоручљиво, неког облика независне арапске владе, можда у договору са краљем Хусеином или другим забринутим арапским поглавицама.”[76][77][75]
8. ↑  Повод Каирске конференције пружио је прилику да се то питање разјасни. Како су се Лојд Џорџ и Черчил сложили, рјешење се састојало у томе да се Трансјордан третира као „арапска покрајина или сусјед Палестине”, док истовремено „чува арапски карактер области и администрације”… Упркос примједби Ерика Форбса Адама из Одјељења за Блиски исток да је боље не постављати питање другачије третмана јавно предлажући нове измјене или допуне мандата, правни службеници колонијалних или иностраних канцеларија, на састанку 21. марта 1921, сматрао је препоручљивим, због опреза, да се унапријед унесу опште клаузуле које дају обавезна „одређена дискрециона овлашћења” у примјени мандата Палестине и Месопотамије на Трансјордан, односно Курдистан.[87]
9. ↑  У јулу, Балфур је овластио Ерика Форбса Адама из Форин офиса, који је у то вријеме служио са мировном делегацијом у Паризу, да разговара са Вајцманом, Франкфуртером и Ганцом о нацрту Палестинског мандата „под претпоставком да Велика Британија добије мандат за Палестину.”[89]
10. ↑  Вајцман је у својим мемоарима написао: „Керзон је до сада преузео дужност од Балфура у Министарству иностраних дјела и био је задужен за израду нацрта Мандата. НА нашој страни имали смо драгоцјену помоћ Бена В. Коена, који је остао са нама у Лондону након што је већина његових колега брандиста дало оставку на дужности извршне власти и повукла се из посла. Бен Коен је био један од највјештијих у изради нацрта у Америци, а он и Керзонов секретар — млади Ерик Форбс Адам, веома интелигентан, ефикасан и најсимпатичнији — водили су битку за Мандат много мјесеци.”[96]
11. ↑  Британски Форин офис потврдио је ту позицију 1946, у дискусијама о независности Трансјордана, наводећи да „клаузуле Палестинског мандата које се односе на успостављање јеврејског националног огњишта нису, уз одобрење Друштва народа, никада примијењене у Трансјордану. Влада Његовог Величанства стога никада се није сматрала обавезном да их примјењује.”[105]
12. ↑  Вајцман је у својим мемоарима написао, „Како је израда нацрта мандата напредовала, а изгледи за његову ратификацију били све ближи, нашли смо се у дефанзиви нд напада са свих могућих страна — на нашу позицију у Палестини, на наш рад тамо, на нашу добру вјеру. Предводник ових напада била је арапска делегација из Палестине, која је стигла у Лондон преко Каира, Рима и Париза у љето 1921, а успостављена је у Лондону у хотелу Сесил.”[116]
13. ↑  Главни туски преговара, Исмет Инону, објаснио је током преговора 23. јануара 1923. да се „није… осјећао обавезним да призна постојање или легалност било каквог мандата над овим територијама”[122] и „никада није прихватио принцип нити признао чињеницу било каквог мандата”.[123]
14. ↑  Дипломата и Сајксов биограф Шејн Лесли писао је 1923. о Сајксу: „Његово посљедње путовање у Палестину изазвало је многе недоумице, које није умирила посјета Риму. Кардиналу Гаскеу је признао промјену својих погледа на ционизам и да је био одлучан да квалификује, води и, ако је могуће, спасе опасну ситуацију која је брзо настајала. Да смрт није било на њему, не би било касно.”[135]
15. ↑  Черчил је закључио дебату у Дому комуна сљедећим аргументом: „Палестина нам је све важнија… с обзиром на све већи значај Суецког канала; а ја не мислим 1.000.000£ годишње… било би превише за Велику Британију да плати за контролу и старатељство над овом великом историјском земљом, као и за држање ријечи коју је дала пред свим народима свијета.”[140]
16. ↑  Деветнаеста сједница Савјета, тринаести састанак, Палата Сент Џејмс у Лондону 22. јула 1922, у 15.30 часова: „Савјет је одлучио да је мандат за Палестину одобрен са ревидираним текстом члана 14. и да ће мандат за Сирију аутоматски ступити на снагу чим преговори између француске и италијанске владе доведу до коначног споразума. Даље је схваћено да два мандата треба да ступе на снагу истовремено.”[159]
17. ↑  Деветнаеста сједница Савјета, тринаести састанак, Палата Сент Џејмс у Лондону 24. јула 1922, у 15 часова: „Имајући у виду изјаве које су управо донијете и споразум који су постигли сви чланови Савјета, чланови мандата за Палестину и Сирије се усвајају. Мандати ће ступати на снагу аутоматски и истовремено, чим владе Француске и Италије обавијести предсједник Савјета Друштва народа да су постигле договор о одређеним тачкама у вези са посљедњим од ових мандата.”[160]
18. ↑  На затвореној сједници Савјета Друштва народа 29. септембра 1923. у записник је унесено: Г. САЛАНДРА је у име своје владе изјавио да је постигнут потпун договор између влада Француске и Италије по питању мандата за Сирију. Дакле, ништа није могло спријечити моментално ступање на снагу мандата за Палестину. Г. АНОТО је у име своје владе потврдио изјаву Г. Саландре и истакао да ће с обзиром на овај споразум ступити на снагу резолуција Савјета од 24. јула 1922. и аутоматски и истовремено ступити на снагу мандати за Палестину и Сирију. Сир Ренел РОД је изразио задовољство што је ово питање коначно ријешено. САВЈЕТ је примјетио да ће, с обзиром на споразум између влада Француске и Италије о мандату за Сирију, мандати за Палестину и Сирију сада аутоматски и истовремено ступити на снагу.[168]
19. ↑  Вајцман је у својим мемоарима написао, „Најозбиљнија потешкоћа појавила се због параграфа у Преамбули — фразом која гласи: ’Признање историјске везе Јевреја са Палестином.’ Ционисти жељели да се прочита: ’Признање историјских права Јевреја на Палестину.’ Ипак, Керзон не би имао ништа од тога, суво примјетивши: ’Ако то тако кажете, могу да видим Вајцмана како ми долази сваки други дан и говори да има право да ради ово, оно или оно у Палестини! Нећу то дозволити!’ Као компромис, Балфур је предложио ’историјска везу’ и ’историјска веза’ је била. Признајем да је за мене ово био најважнији дио Мандата. Инстинктивно сам осјећао да би остале одредбе Мандата могле остати мртво слово на папиру, нпр. ’да се земља стави под такве политичке, економске и административне услове који могу олакшати развој јеврејског националног огњишта.’ Све што се о том питању може рећи, послије више од двадесет пет година, јесте да барем Палестина до сада није стављена под законодавни савјет са арапском већином — али је био негативни бренд испуњења позитивних наредби.”[116][94]
20. ↑  Извјештај Специјалног комитета Уједињених нација о Палестини, у поглављу II: Елементи Сукоба, члан 160, гласили су:
 „Арапи су се упорно држали става да је Мандат за Палестину, у који је укључена Балфурова декларација, незаконит. Арапске државе су одбиле да признају његову ваљаност.
(a) Они наводе да услови Палестинског мандата нису у складу са славом и духом члана 22. Пакта Друштва народа из сљедећих разлога:
(1) Иако је став 4. члана 22. превиђао да су одређене заједнице достигле фазу развоја у којој се њихово постојање као „независне нације” може привремено признати, подлијежу само ограниченом периоду старатељства под обавезним овлашћењем у виду административних савјета и помоћи све док ове заједнице не буду у стању да стоје саме, Палестински мандат је прекршио ову одредбу намјерно изостављајући тренутно привремено признање независности територије и дајући мандатној Сили у члану 1. Мандата „пуна овлашћења за законодавство и администрацију.”
(2) Жеље палестинске заједнице нису биле „главни фактор при избору мандатара”, како је превиђено чланом 22. става 4. Пакта.
(b) Погажено је начело и право националног самоопредјељења.
(c) Арапске државе нису биле чланице Друштва народа када је Палестински мандат одобрен, па их стога не обавезује.”[196]
21. ↑  Лојд-Џорџов „Мемоар у вези окупације Сирије, Палестине и Месопотамије до одлуке у вези мандата” укључивао је сљедеће: „1. Одмах ће се предузети кораци за препрему евакуацију Сирије и Киликије од стране Британске армије, укључујући Тунел Таурус. 2. Обавијештена је и француска влада и емир Фејсал о нашим намјерама да започнемо евакуацију Сирије и Киликије 1. новембра 1919… 6. Територија које ће окупирати британске трупе биће Палестина, дефинисана у складу са њеним древним границама од Дана до Бершебе.”[205]
22. ↑  Крич Џонс је у Доњем дому изјавио: „Прије завршетка дискусије, сер Александер Кадоган је у име владе објавио да ће повлачење наших снага и администрације бити завршено до 1. августа 1948. године… Биће уважено да се мандаторске обавезе за владу у Палестини не може одрећи дјелимично. Мандатна влада за цијелу Палестину мора на одређени дан да се одрекне читавог комплекса владиних одговорности. Као што сам назначио, када наше војно повлачење буде вршено правилно, снаге неопходна за вршење ове одговорности више неће бити одговарајуће доступне, па стога неће бити могуће задржати пуну мандаторну обавезу након одређеног датума. Мандат ће, дакле, бити прекинут након вријеме прије завршетка повлачења, а датум који имамо у виду за то, уз преговоре са Комисијом Уједињених нација, јесте 15. мај.”[240]

### Објашњења и научне перспективе
1. 1 2  Адам Гарфинкле објашњава, „Послије Каирске конференције у марту 1921, када је створен Емират Трансјордан, Члан 25. који се односио на Трансјордан додат је нацрту Мандата — у августу 1921. Члан 25. наводи да трансјорданска територија није укључена у Јеврејско национално огњиште. Овај језик збуњује неке читаоце, наводећи их да помисле да је трансјорданска територија била покривена условима Мандата у вези Јеврејског националног огњишта прије августа 1921. Није било тако; оно што је постало трансјорданска територија уопште није било дио мандата. Као што је наведено, то је био дио проблема Арапског поглавља; била је, другим ријечима, у стању прослијератног правног и админисративног лимба. То такође не значи да су од августа 1921. мандати тек требали бити одобрени или ступити на снагу.”[186]
2. 1 2 3  Васерстајн је написао: „Палестина, дакле, није била подијељена 1921—1922. Трансјордан није изразен, већ је, напротив, додат у мандаторну област. Ту је било забрањено ширење ционизма — али Балфурова декларација никада раније није примјењивана на подручје источно од Јордана. Зашто је то важно? Зато што је мит о палестинској ’првој подјели’ постао дио концепта ’Великог Израела’ и идеологије ревизионистичког покрета Жаботинског.”[85]
3. 1 2  Бигер је написао, „Резултат Каирске конференције били су неуспех за Ционистичку организацију, али Британије је стекла оданог савезника источно од Јодана… Одређени ционистички политичари, а посебно кругови око Зејева Жаботинског, сматрали су британске одлуке и тихо ционистичко одобравање као издају. Од тада се чуо поклич ’Двије обале ријеке Јордан — једна је наша, а и друга’. Ни друга страна јеврејске политичке карте није изгубила вјеру у постизање бољег политичког рјешења, а у чувеној пјесми — која је настала много година касније — налазе се ријечи ’од Метуле до Негева, од мора до пустиње’. Алузија је јасно на пустињу која лежи источно од Трансјорданских висова, а не на Јудејску пустињу.”[187]
4. 1 2  Абу-Лаход је 1988. написао: „… изјава коју је господин Хербер Самуел, први британски високи комесар, дао Друштву народа о управи Палестине и Трансјордана између 1920—1925… довољно је јасан са посебношћу Трансјордана и његовог настанка и не оставља никакву сумњу да Палестина није обухватала Трансјордан у претходним периодима… Ционистички, и касније и израелски дискурс, наглашава ’чињеницу’ да се Израел појавио на веома малом дијелу Палестине — мање од трећине — под тим подразумјева читаву Палестину и Трансјодан; отуда термин ’подијељена Држава’… Док је Израел званично опрезији у својим изјавама, његови званични портпароли често ословљавају Јордан као Палестиснку државу и тврде да Палестинци стога већ имају сопствену државу. Низ огласа који су се појавили у главним америчким новинама током 1983. отворено је говорио да је Јордан у ствари Палестина. Претпоставља се да су низ платили ’приватни’ спонзори који подржавају Израел, али су наводно дјеловали у име одређених сектора израелског руководства. Иако је с правом дискредитована као лажна стипендија, From Time Immemorial (1984) Џоана Питерса дала је много публицитета ционистичкој дефиницији Палестине која укључује Трансјордан (и, у цијелом раду, користи озбиљно погрешне податке који се посебно односе на ’Западну Палестину’). Можда израелска преференција за рјешење палестинско-израелског сукоба у смислу оног што је постало познато као ’јорданска’ опција одражава исто схватање.”[188]
5. ↑  Вилијам М. Метју, виши сарадник на предмету историја на Универзитету Источне Англије, примјетио је да „Ово питање остаје спорно у историјско литератури (нарочито у супротним анализама Ели Кедури, на страни ослобађања, и Џорџа Антонијуса и А. Л. Тибавија, на страни оптужби), иако се чини да су докази о британској лошој намјери довољно јасни.”[21]
6. ↑  Према Мацу, „Првенствено, два елемента су чинила срж мандантног система, принцип неанексије територије с једне стране и управљање њом као ’свето повјерење цивилизације’ с друге… Принцип администрације као ’свето повјерење цивилизације’ осмишљен је да спријечи праксу империјалне експлоатације мандатних територија за разлику од некадашњих колонијалних навика. Умјесто тога, мандатна администрација је требала да помогне у развоју територије за добробит домаћег народа.”[28]
7. ↑  Професор Илан Папе са Универзитета у Ексетеру сугерише да су француски уступци направљени како би се гарантовала британска подршка француским циљевима на послијератној мировној конференцији која се односила на Њемачку и Европу.[44]
8. ↑  Квигли је објаснио: „Одредба о Палестини је стога гласила другачије од одредбе о Сирији и Месопотамији и изостављено позивање на било какво привремено признање Палестине као независне државе. Одредба о Палестини гласила је другачије из очигледног разлога да би мандатар администрирао, стога је циљ одредбе био да се та тачка разјасни. У сваком случају, схватање резолуције је било да су сви мандати класе А били државе.”[48]
9. ↑  Професор Гидеон Бигер са Универзитета у Тел Авиву је написао: „Британски представници укључени у блискоистично питање — Марк Сајкс и Ормсби-Гор — обојица су подржавали линију источно од ријеке Јордан, али не све до планина. Повлачење британских снага из Трансјордана у прољеће 1918. било је само војни потез, иако је указивало на британске политичке идеје о будућности регије источно од расцјепа. Према њиховом положају, земља која је лежала источно од ријеке Јордан била је предодређена да буде дио арапске сиријске државе, која би имала средиште у Дамаску и на чијем челу би био Фејсал.”[51]
10. ↑  Узимајући у обзир британске записе из Сан Рема, Лајшот пише „Што се тиче границе Палестине, током конференције Француска и Британија су одлучиле у погледу источне границе да се придржавају линије утврђене у споразуму Сајкс—Пико, гдје је ријека Јордан била граница између зоне ’Б’ и области под међународном управом”  (British Secretary’s Notes of a Meeting, 25. април 1920, DBFP, том VIII, стр. 172—173).[53]
11. ↑  Парис пише: „Наравно, неизвјесност око статуса Трансјордана претходила је Абдулаховом појављивању на сцени. Иако је дуго било јасно да ће британска контрола над подручјем јужно од линије Сајкс—Пико и која се протеже од Палестине до Персије бити подијељена на двије политичке регије, претпостављало се да су палестински и месопотамски мандати заједнички: није предвиђена било каква територија интервенције. Међутим, било да је то био дио Палестине или Месопотамије, никада није било сумње да ће Трансјордан доћи под британски мандат. Ипак, признање те чињенице ни на који дефинитивни начин није ријешило статус Трансјордана у односу на његове сусједе. Штавише, два принципа која су се појавила 1920. и која су била срачуната да даље дефинишу природу нове државе, довела су до додатне забуне и изазвале несигурност на коју су се касније жалили Абдула, Семјуел и Филби. Први је био за то да се административна власт палестинске владе не шири источно од Јордана, што је принцип постављен у јулу 1920. Други је произашао из Јангове интерпретације ’Макмахове заклетве’. Пошто је Макмахон из области обећане арапској независности искључио територију која лежи западно од ’казе Дамаск’, тврдио је да у областима источно од те казе — тј. источно од ријеке Јордан — Британија била обавезна да ’призна и подржава’ такву независност. Тумачење се чинило довољно логичним онима који нису пажљиво проучили текст Макмахових писама…”[55]
12. ↑  Вислон је написао: „Од краја рата територијом сјеверно од Маана владао је Дамаск као покрајина Фајсалове Краљевине Сирије. Иако је спадала у британску зону према споразуму Сајкс—Пико, Британије је била задовољна тим аранжманом, јер је фаворизовала арапску власт у унутрашњости, а Фејсал је ипак био британски штићеник. Међутим, када је Француска окупирала Дамаск, слика се драматично промијенила. Британија није жељела да види како Француска шири своју контролу ка југу до граница Палестине и ближе Суецком каналу … Одједном је постало важно знати ’шта је „Сирија” за коју су Французи добили мандат у Сан Рему?’ и ’да ли обухвата Трансјордан?’ … Британски министар иностраних послова лорд Керзон одлучио је да не обухвата и да ће Британија од сада то подручје сматрати независним, али у ’најближој вези’ са Палестином.”[66]
13. ↑  Сикер је написао: „Дана 7. августа 1920, Херберт Семјуел, недавно именовани високи комесар у Палестини, послао је телеграм Лондону тражиће дозволу да Трансјордан укључи непосредно под своју административну контролу, чиме му је омогућио да предузме неопходне кораке ка успостављању реда на територији. То би уклонило пријетњу француског покушаја да контролише регију из Дамаска.”[71]
14. ↑  Вилсон је написао: „Реченицу под реченицу његов говор који описује британску политику преведен је на арапски: политички службеници би били стационирани у градовима, како би помогли у организовању мјесних власти; Трансјордан не би дошао под палестинску администрацију; не би било регрутације и разоружања… Све у свему, Семјуелова изјава о политици није била примједба. Три ствари којих су се плашили трансјордански Арапи — регрутација, разоружање и анексија Палестини — одбачене су… Присуство неколико британских агената, без подршке трупа, изгледало је као мали уступак у замјену за заштиту коју би британску присуство пружило против Француза, који би, како се страховало, могли да притисну своју окупацију према југу… Семјуел се вратио у Јерусалим задовољан успјехом своје мисије. За собом је оставио неколико службеника да се старају о администрацији Трансјордана и одржавању британског утицаја.”[72]
15. ↑  Сикер је написао: „До краја марта 1921. Абдулах и његова малобројна војска су практично без отпора заузели већину Трансјордана… Чинило се да су постојале само двије опције. Или ће британска војска бити послата да га протјера или је Французима требало дозволити да пређу границу како би извршили задатак. Сматрало се да су оба правца дјеловања потпуно неприхватљива. Влада једноставно није била спремна да иде на трошак слања војске да се бори на територији од тако маргиналног значаја као што је Трансјордан, а било је подједнако незамисливо да би британска политика дозволила француску интервенцију и окупацију те области. Постојала је, међутим, друга алтернатива, коју је предложио Черчил. Примјетио је да најважније да трансјорданска влада буде компатибилна са ирачком, јер је британска стратегија захтијевала непосредну копнену везу између Египта и Персијског залива, коа би морала да пређе обје територије. Пошто је у међувремену Фејсал добио пријесто Ирака, добор би послужило британским циљевима да се његов брат Абдулах постави за владара Трансјордана или да именује домородачког вођу којег је он одобрио.”[81]
16. ↑  Климан пише: „Према томе, Черчил је 21. марта телефонирао Канцеларији за колоније, с питањем да ли ће приједлози Каира захтијевати доношење посебне одредбе у два мандата… По пријему ове депеше одржане су неформалне консултације између правног савјетника Канцеларије за колоније и помоћника правног савјетника Министарства иностраних послова. Њихов приједлог, 25. од стране Шукбурга, био је да се… у сваки мандат убаци клаузула… [Напомена:] Први нацрт члана 25. првобитно је гласио ’да се одложи примјена таквих одредаба’, али је измијењен на Шуцкбургову иницијативу јер ’одложити’ значи, или се може узети да значи, да ћемо их на крају примијенити.”[84]
17. ↑  Мактејг пише, „Пошто је британска влада под генералом Едмундом Алебијем освојила Свету земљу, и пошто је британско објављивање Балфурове декларација показало њен велики интерес за будућност земље, унапријед је закључено да ће савезници морати прећутно да пристану на њену контролу Палестине.”[88]
18. ↑  Мактејг пише, „Након преговора из Форбса Адама и Кохена, појавила се верзија која је оличавала главне ционистичке циљеве, али уз Керзоново подстицање, много мање специфичан документ је еволуирао до тренутка када је сљедећи нацрт направљен у јуну. До тада су ционисти постали незадовољни и успјели да су да кључну фазу о ’историјској повезаности’ врате у документ почетком августа. Међуресорни одбор је преполовио фразу крајем мјесеца, а Керзон је одлучио да је потпуно елиминише у септембру. Међутим, притисак Лојда Џорџа и Балфура га је навео на компромис, а коначни нацрт је укључивао преалмбулу којом је Вајцман био прилично задовољан. Осим преамбуле, Керзон је скоро у потпуности остварио свој циљ.”[90]
19. ↑  Мактејг пише, „Ционистичка организација је направила нацрт предложеног устава још у децембру 1918. у ишчекивању њиховог појављивања пред Версајском конференцијом… Ционисти су овај документ представили мировној конференцији, али пошто савезници нису донијели икакву одлуку о заузетим османским територијама, о овим приједлозима се тада није расправљало. Ипак, у априлу Форин офис је прегледао нацрт Ционистичке организације и направио неке мале, али значајне измјене… Затим је у јулу, министар иностраних послова Балфур овластио Ерика Форбса Адама да започне непосредне преговоре са члановима Ционистичке организације, укључујући Вајцмана и Феликса Франкфуртера, око формулације текста. Форин офис је представио много дужи документ (двадесет девет чланова у поређењу са пет у ранијем нацрту), али који се прилично придржава општих принципа постављених у априлу.”[94]
20. ↑  Климан пише, „У хитном писму Форин офису од 24. марта, Канцеларија за колоније је објаснила да је члан 25. уоквирен на такав начин да омогући Британији ’да успостави арапску администрацију и да на неодређено вријеме задржи примјену оних клаузула мандата које се односе на успостављање Националног огњишта за Јевреје’”.[84]
21. ↑  Вилсон је написао, „Абдулах је почео тако што је предложио уједињење Палестине и Трансјордана под арапским владарем,  или уједињење Трансјордана и Ирака. Обје идеје су чврсте одбачене. На крају је пристао да преузме одговорност само за Трансјордан на период од шест мјесеци… Даље је договорено да тамо неће бити стациониране британске трупе… Овим споразумом је завршена подјела Плодног полумјесеца на засебне државе којима су доминирале или Британије или Француска. Упркос краткотрајној природи аранжмана, Трансјордан се показао као трајна творевина. За самог Абдулаха, његових шест мјесеци трајало је цио живот.”[109]
22. ↑  Вилијам Роџер Луис је написао, „У замјену за обезбјеђивање рудиментарне администрације и отклањање потребе за британском војном окупацијом, Абдулах је у марту 1921. добио увјерење од Черчила, тадашњег секретара за колоније, да ниједном Јевреју неће бити дозвољено насељавање у Трансјордану. Та гаранција је ефективно створила Трансјордан као арапску земљу одвојену од Палестине, гдје је британска посвјећеност ’националном огњишту’ остала деликатан проблем између Абдулаха и Британаца.”[110]
23. ↑  Парис је писао, „Чечилова одлука да продужи британско спонзорство Абдулаха није утицала на подизање ниског мишљења које је Вајтхол имао о Амиру… Став у Јерусалиму — једином Амановом каналу ка Лондону — био је тај који је критички утицао на Абдулахов режим, и овај став је доживио драматичну промјену 1922. године. Семјуел и Дидес, најоштрији критичари Амира 1921, постали су његове најјаче присталице до средине 1922. ’Ако изгубимо срдачну сарадњу са Абдулахом’, написао је Семјуел у августу, ’изгубићемо нашу највриједнију имеовину у Трансјордану’… Иако је Амир добио подршку Семјуела и услови у Трансјордану су се знатно побољшали 1922, ни статус територије, ни статус Абдулаха унутар ње, још увијек нису били дефинисани. Када је Черчил одлучио да настави са британском подршком Амиру крајем 1921, такође је изјавио да преферира да једноставно ’допусти стварима… да наставе својим садашњим током’ у Трансјордану. Ипак, Семјуелу и Филбију је било тешко да прихвате такву лесе фер политику. До јула, и Абдулаху је било ’мука од садашње ситуације неизвјесности’ и рекао је Филбију ’да не може још дуго’… Ови проблеми су били наглашени аморфном природом територије: од јула 1922. била је дефинисана само сјеверна граница Трансјордана.”[112]
24. ↑  Мактејг пише, „Још један интересантан аспект је потпуно одсуство било каквог унос из арапских извора, упркос чињеници да је немири у Мандатној Палестини 1920. [] у априлу 1920. свједочила о палестинском отпору политици Националног огњишта. Влада није уложила никакав напор да у преговоре увече Арапе. У великој мјери мотивисана традиционалним империјалистичким вјеровањима, Влада Његовог Величанства је закључила да, пошто су освојили Палестину силом оружја, могу да раде са њом шта желе. Једини арапски вођа у кога су уопште имали повјерења, емир Фејсал, већ је пристао на принцип Јеврејског националног огњишта под одређеним условима, а током 1920. проблеми у Сирији немогућили су његово учешће у мандатним расправама. Влада Његовог Величанства је такође одбила да призна Палестинце као представнике своје заједнице, иако су годину дана касније били приморани да дају незавнични статус делегацији Палестинског арапског конгреса []. Дакле, израђен је нацрт мандата и преправљен неколико пута, а да палестински Арапи нису имали никакав допринос веза за његов садржај.”[113]
25. ↑  Виконт Нортклиф, који је посједовао The Times, Daily Mail и друга издаваштва који укупно члине око двије петине укупног тиража британских новина, објавио је изјаву из Каира 15. фебруара 1922. (стр. 10) у којој се сугерише да Палестина ризикује да постане друга Ирска. Даљи чланци су објављени у The Times 11. априла (стр. 5), 26. априла (стр. 15), 23. јуна (стр. 17), 3. јула (стр. 15) и 25. јула (стр. 15)[136]
26. ↑  Метју је описао Черчилов маневар: „… пресуда је поништена великом већином у Дому комуна, што није резултат изненадне промјене мишљења, већ Черчиловог опортунизма који је у посљедњем тренутку претворио општу дебату о финансирању колонија широм свијета у гласање о повјерењу палестинској политици владе, истичући у својим завршним напоменама не ционистички аргумент, него империјална и стратешка разматрања.”[141]
27. ↑  Каселс је објасио, „Сам Мусолини је свео себе на политику убода игле. У новој 1923, Фашистичка Италија је покушала да осрамоти англо-француске носиоце мандата у Друштву народа тако што је заговарала права старосједелачких подносиоца петиција на мандатним територијама. Штавише, удруживањем са Сједињеним Државама, Италија је била кључна у одлагању пуног спровођења блискоисточних мандата. Међутим, у априлу, када је Вашингтон модификовао своју позицију, Мусолини је признао да су услови ’неповољни само за могућност наставка отпора. Као посљедњи гест, захтијевао је гаранцију права италијанских грађана у мандатним областима. За преговоре је узето љето 1923, али је 30. септембра Италија пристала да подржи у Женеви резолуцију којом се ратификује ауторитет Британије и Француске у њиховим блискоисточним мандатима. Иако је потпуно попустио, Мусолини је то посљедњи признао. Са његовим прихватањем англо-француских мандата дошло је до одредбе да то ’није штетно за преиспитивање општег питања у вези са савезнилчким реципроцитетом у источном Средоземљу.’’”.[162]
28. ↑  Квински Рајт објашњава, „Италијански представник је 22. јула изразио спремност да потврди палестински и сиријски мандат уз резерву одређених увјеравања Француске. Потешкоће су тада настале око клаузуле Палестинских мандата у вези са светим мјестима, али је коначно договор постигнут једностаним начином да се изостави свако помињање организације комисије која контролише ово питање. Јавно саопштење о потврђивању мандата Сирије и Палестине дао је 24. јула Вивијани, који је рекао да тајновитост није опасна јер је ’прије или касније Савјет морао да да рачун о свом раду’. Балфур је услиједио са молбом за помирење између Арапа и Јевреја у Палестини. Тако је вјештом пријетњом јавности, подршком незаинтересованих чланова Савјета и позивање на престиж Друштва, лорд Балфур је навео Италију да се повуче са своје опструктине позиције. Дипломатија Друштва била је успјешна”.[166]
29. ↑  Квински Рајт објашњава, „Папство је 23. маја 1922. приговорило условима Палестинског мандата, као да су дали превелике привилегије Јеврејима којима је обећано ’национално огњиште’ у тој регији, Балфуровом декларацијом од 2. новембра 1917, као и од разних муслиманских организација из истог разлога, од неколико јеврејских организација јер сувише ограничавају привилегије Јевреја и од британског Дома лордова као супротно жељама већина становника Палестине. Британци су објавили споразум са Сједињеним Државама о условима овог мандата у мају 1922. Сједињене Државе су одобриле француски нацрт Сиријског мандата у јулу 1922, али се Италија успротивила његовом потврђивању, као и Палестини, све док титула није одобрена кроз ратификацију мировног уговора са Турском. Очигледно је да се противила и зашто је јој је неуспјех Сервског споразума лишио интересне сфере које су јој биле додијељене као накнада за њено одобрење француске и британске сфере споразумом од 10. августа 1920, зависно од тог уговора. Италија је очигледно жељела обнову увјерења у погледу економских, образованих и мисионарских привилегија у Сирији и Палестини којих се одрекла у споразума о сфери интереса. Велика Британија је већ дала увјеравања Италији у погледу Палестине, а током састанка савјета у јулу 1922, Италија и Француска почеле су преговоре тако да су Сиријски и Палестински мандати потврђени уз увјеравања да ће католички и муслимански интереси у Палестини бити заштићени 24. јула, да би ступила на снагу када је објављен француско-италијански споразум. Ово саопштење је објављено 29. септембра 1923, пошто је мировни споразум са Турском потписан у Лозани 24. јула 1923. године.”[170]
30. ↑  Како је Марлоу описао, „Званично га је одобрило Друштво народа 24. јула 1922, али је правно ступило на снагу тек након ратификације Лозанског уговора 28. септембра 1923.”[171]
31. ↑  Парис пише, „Због противљења САД и Ватикана, Палестински мандат није одобрило Друштво народа до 22. јула 1922. Убрзо након тога, Канцеларија за колоније је припремила меморандум који описује оне одредбе Палестинског мандата које се неће примјењивати на Трансјордан, као што је дозвољено Члана 25. Меморандум је затим представљен Савјету Друштва, које је 16. септембра 1922. донијело резолуцију којом се Трансјордан изузима од ционистичких клаузула Мандата… Ипак, фрустрирајуће за Абдулаха, нису предузети никакви формални кораци да се потврди Шерифско рјешење за Трансјордан и његова улога тамо је остала недефинисана.”[172]
32. ↑  Бигер је примјетио, „Арапи Палестине и Арапи сусједних земаља нису били укључени у поступак разграничења Палестине.”[207]
33. ↑  Бигер је описао овај састанак: „Разговарало се о суверенитету над Аравом, од југа Мртвог мора до Акабе. Филби се сложио, у име Трансјордана, да одустане од западне обале Вади Араве (а тим и цијеле области Негева). Ипак, прецизна граница још увијек није утврђена дуж територија Палестине и Трансјордана. Филбијево одустајање од Негева било је неопходно, јер је будућност ове области била неизвјесна. У расправи о јужној граници представљена је тежња Египта да заузме област Негева. С друге стране, јужни дио Палестине припадао је, према једној од верзија, Маанском санџаку (округу) у оквиру Хиџаског вилајета (покрајине). Краљ Хусеин од Хиџаза захтијевао је ову област након што је тврдио да је 1908. требало да се изврши пренос, да се оона дода Сиријском вилајету (А-Шам). Није јасно да ли је ова акција завршена. Филби је тврдио да је емир Абдул имао очеву дозволу да преговара о будућности Маанског санџака, којим је заправио он владао, и да је стога могао себи ’приуштити’ уступање подручја западно од Араве у корист Палестине. Овај уступак је направљен након британског притиска и у позадини захтјева Ционистичке организације за непосредним контактом Палестине и Црвеног мора. То је довело до укључивања Негевског троугла у палестинску територију, иако се ово подручје није сматрало дијелом земље вијековима који су претходили британској окупацији.”[211]
34. ↑  Бигер пише: „Почетком 1918, убрзо након што је освојен јужни дио Палестине, Форин офис је утврдио да треба признати ’Фејсалову власт над подручјем које контролише на источној обали ријеке Јордан. Можемо да потврдимо ово наше признање, чак и ако наше снаге тренутно не контролишу веће дијелове Трансјордана.’”[224]
35. ↑  Бигер је написао, „Када је одржана Париска мировна конференција, британска делегација је представила званичан приједлог, заснован на картама, за будућу граничну линију Палестине. На тим картама источна граница се налазила око 10 км источно од ријеке Јордан, у низу паралелних линија.”[51]
36. ↑  Бигер је написао, „Два гледишта су карактерисала британски приступ овом питању. С једне стране, било је оних који су подржавали ционистички приступ за граничну линију која је ишла дуж жељезнице или дуж ивице пустиње. С друге стране, било је оних који су од почетка били убијеђени да ријеку Јордан треба поставити као границу, а да у Трансјордану треба образовати посебну територијалну цјелину.”[226]
37. ↑  Бејкер је објаснио, „Британци су се уселили да искористе ситуацију створену Хусеиновим присуством у Акаби и извршили притисак на припадајње Маана Хиџазског вилајета мандатној територији Трансјордана. Ово спорно подручје, које обухвата Маан, Акабу и Петру, првобитно је било дио Дамаског вилајета током османске владавине, иако границе никада нису биле веома прецизне. Прво га је заплијенила Армија док се пробијала на сјевер од Акабе послије 1917, а затим је укључена у АОНТ Исток и, касније, у Фејсалову Краљевину Сирију. Хусеин, међутим, то никада није прихватио и поставио је Валија поред Фејсаловог управитеља, али су обојица радила у хармонији тако да спор никада није прерастао у отворени сукоб. Након Фејсаловог изгнанства, граница француског мандата искључила је ово подручје и Биртанци су је тада сматрали дијелом крње Сирије која је постала Трансјордан, иако ништа није учињено да се та тврдња спроведе, па је хиџазска управа држала фактичку контролу. Британија је, међутим, јасно изнијела свој став у августу 1924. када је телеграмисала Буларду: ’Молимо Вас да званично обавијестите краља Хусеина да В. Њ. В. не може прећутно да пристане на тврду да се непосредно бави администрацијом било ког дијела територије Трансјордана за које је В. Њ. В. одговорма под мандатом за Палестину’”.[233]

### Специјализовани радови
- Abu-Lughod, Ibrahim (1988). „Territorially-based Nationalism and the Politics of Negation”.  Ур.: Edward Said and Christopher Hitchens. Blaming the Victims: Spurious Scholarship and the Palestinian Question. Verso. ISBN 978-1-85984-340-6. Непознати параметар |chapter-url-access= игнорисан (помоћ)
- Allawi, Ali A. (2014). Faisal I of Iraq. Yale University Press. стр. 216—. ISBN 978-0-300-19936-9.
- Amadouny, Vartan (2012). „The Evolution of the Transjordan-Iraq Boundary, 1915–40”.  Ур.: Clive H. Schofield and Richard N. Schofield. The Middle East and North Africa: World Boundaries. Routledge. ISBN 978-1-134-88028-7.
- Alsberg, Paul Avraham (1973). „קביעת הגבול המזרחי של ארץ ישראל (Determining the Eastern Boundary of the Land of Israel)”.  Ур.: Daniel Carpi. הציונות: מאסף לתולדות התנועה הציונית והישוב היהודי בארץ־ישראל. וניברסיטת תל-אביב, הוצאת הכבוץ המיוחד. „available in pdf here”
  - Alsberg, Avraham P. (1980). „Delimitation of the eastern border of Palestine”. Zionism. Studies in Zionism. 2. Institute for Zionist Research Founded in Memory of Chaim Weizmann. стр. 87—98. doi:10.1080/13531048108575800.
- Aruri, Naseer Hasan (1972). Jordan: A Study in Political Development 1923–1965. The Hague: Martinus Nijhoff Publishers. ISBN 978-90-247-1217-5. Приступљено 2. 5. 2009.
- Baker, Randall (1979). King Husain and the Kingdom of Hejaz. The Oleander Press. стр. 220. ISBN 978-0-900891-48-9.
- Beshara, Adel (27. 4. 2012). The Origins of Syrian Nationhood: Histories, Pioneers and Identity. Taylor & Francis. ISBN 978-1-136-72450-3.
- Brecher, Frank W. (1987). „Woodrow Wilson and the Origins of the Arab-Israeli Conflict”. American Jewish Archives. 39 (1): 23—47.
- Cattan, Henry (1969). Palestine, the Arabs and Israel: the search for justice. Longmans. ISBN 978-0-582-78000-2.
- Biger, Gideon (2004). The Boundaries of Modern Palestine, 1840–1947. Routledge. ISBN 978-1-135-76652-8.
- Boustany, Wadi Faris (1936). The Palestine Mandate, Invalid and Impracticable: A Contribution of Arguments and Documents Towards the Solution of the Palestine Problem. P. 10 and App. Added and Arabic Version Pres. to the Supreme Arab Committee in Aug., 1936. American Press. OCLC 337112.
- Caplan, Neil (2011). The Israel-Palestine Conflict: Contested Histories. John Wiley & Sons. ISBN 978-1-4443-5786-8.
- Cassels, Alan (1970). Mussolini's Early Diplomacy. Princeton University Press. ISBN 978-1-4008-7234-3.
- Barzilay-Yegar, Dvorah (2017). A National Home for the Jewish People: The Concept in British Political Thinking and Policy Making 1917–1923. Vallentine Mitchell. ISBN 978-1-910383-32-2.
- Cohen, Michael J. (2010). „Was the Balfour Declaration at risk in 1923? Zionism and British imperialism”. Journal of Israeli History. 29 (1).
- Defries, Harry (2014). Conservative Party Attitudes to Jews 1900–1950. Routledge. стр. 51. ISBN 978-1-135-28462-6.
- Davidson, Lawrence (2002). „The Past as Prelude: Zionism and the Betrayal of American Democratic Principles, 1917–48”. Journal of Palestine Studies. 31 (3): 21—35. ISSN 0377-919X. doi:10.1525/jps.2002.31.3.21.
- Friedman, Isaiah (1973). The Question of Palestine: British-Jewish-Arab Relations, 1914–1918. Transaction Publishers. ISBN 978-1-4128-3868-9.
- Friedman, Isaiah (2011). British Pan-Arab Policy, 1915-1922. Transaction Publishers. ISBN 978-1-4128-1514-7.
- Friedman, Isaiah (1987). The Rise of Israel: Britain enters into a compact with Zionism, 1917. Garland. ISBN 978-0-8240-4906-5.
- Frischwasser-Ra'anan, Heinz Felix (1955). The Frontiers of a Nation: A Re-examination of the Forces which Created the Palestine Mandate and Determined Its Territorial Shape. Batchworth Press. ISBN 978-0-598-93542-7.
- Huneidi, Sahar (2001). A Broken Trust: Sir Herbert Samuel, Zionism and the Palestinians. I.B.Tauris. стр. 84. ISBN 978-1-86064-172-5.
- Huneidi, Sahar (1998). „Was Balfour Policy Reversible? The Colonial Office and Palestine, 1921–23” (PDF). Journal of Palestine Studies. 27 (2): 23—41. JSTOR 2538282. doi:10.1525/jps.1998.27.2.00p0033m. Архивирано из оригинала (PDF) 09. 10. 2022. г. Приступљено 24. 03. 2024.
- Garfinkle, Adam (1998). „History and Peace: Revisiting two Zionist myths”. Israel Affairs. 5 (1): 126—148. doi:10.1080/13537129808719501.
- Gelvin, James (2014) [2002]. The Israel-Palestine Conflict: One Hundred Years of War (3 изд.). Cambridge University Press. ISBN 978-0-521-85289-0.
- Ghandour, Zeina B. (10. 9. 2009). A Discourse on Domination in Mandate Palestine: Imperialism, Property and Insurgency. Routledge. ISBN 978-1-134-00963-3.
- Gil-Har, Yitzhak (2000). „Boundaries Delimitation: Palestine and Transjordan”. Middle Eastern Studies. 36 (1): 68—81. S2CID 143735975. doi:10.1080/00263200008701297.
- Guckian, Noel Joseph (1985). British Relations with Trans-Jordan, 1920–1930 (PhD). Department of International Politics, Aberystwyth University. Архивирано из оригинала 27. 7. 2020. г. Приступљено 20. 6. 2019.
- Halabi, Awad (2012). „Liminal Loyalties: Ottomanism and Palestinian Responses to the Turkish War of Independence, 1919–22”. Journal of Palestine Studies. 41 (3): 19—37. doi:10.1525/jps.2012.XLI.3.19.
- Hughes, Matthew (2013). Allenby and British Strategy in the Middle East, 1917–1919. Routledge. ISBN 978-1-136-32395-9.
- Ingrams, Doreen (2009). Palestine papers: 1917–1922: seeds of conflict. Eland. ISBN 978-1-906011-38-3.
- Jeffries, Joseph Mary Nagle (1939). Palestine: The Reality. Longmans, Green and Company. стр. 105.
- Jones, Martin (6. 10. 2016). Failure in Palestine: British and United States Policy After the Second World War. Bloomsbury Academic. ISBN 978-1-4742-9127-9.
- Karsh, Efraim; Karsh, Inari (2001). Empires of the Sand: The Struggle for Mastery in the Middle East, 1789–1923. Harvard University Press. ISBN 978-0-674-00541-9.
- Kattan, Victor (јун 2009). From coexistence to conquest: international law and the origins of the Arab-Israeli conflict, 1891–1949. Pluto Press. ISBN 978-0-7453-2579-8.
- Kedouri, Elie (2014). In the Anglo-Arab Labyrinth: The McMahon-Husayn Correspondence and Its Interpretations 1914–1939. Routledge. ISBN 978-1-135-30842-1.
- Klieman, Aaron S. (1970). Foundations of British policy in the Arab world: the Cairo Conference of 1921. Johns Hopkins Press. ISBN 978-0-8018-1125-8.
- Klieman, Aaron S. (1987). The Rise of Israel: Zionist Political Activity in the 1920s and 1930s. Garland Pub. ISBN 978-0-8240-4917-1.
- Knee, Stuart E (4. 2. 2014). „The King-Crane Commission of 1919: The Articulation of Political Anti-Zionism”.  Ур.: Jeffrey Gurock. American Zionism: Missions and Politics: American Jewish History. Routledge. ISBN 978-1-136-67549-2.
- Leatherdale, Clive (1983). Britain and Saudi Arabia, 1925–1939: The Imperial Oasis. Psychology Press. стр. 41—42. ISBN 978-0-7146-3220-9.
- Leslie, Shane (1923). Mark Sykes: His Life and Letters. FRANKLIN CLASSICS TRADE Press. ISBN 978-0-353-27676-5.
- Lebow, Richard Ned (1968). „Woodrow Wilson and the Balfour Declaration”. The Journal of Modern History. 40 (4): 501—523. JSTOR 1878450. S2CID 144175738. doi:10.1086/240237.
- Lalonde, Suzanne N. (6. 12. 2002). Determining Boundaries in a Conflicted World: The Role of Uti Possidetis. McGill-Queen's Press – MQUP. ISBN 978-0-7735-7049-8.
- Lieshout, Robert H. (2016). Britain and the Arab Middle East: World War I and its Aftermath. I.B.Tauris. ISBN 978-1-78453-583-4.
- Louis, Wm. Roger (1969). „The United Kingdom and the Beginning of the Mandates System, 1919–1922”. International Organization. University of Wisconsin Press. 23 (1): 73—96. JSTOR 2705765. S2CID 154745632. doi:10.1017/S0020818300025534.
- Louis, Wm. Roger (1985). The British Empire in the Middle East, 1945–1951. Clarendon Press. ISBN 978-0-19-822960-5.
- Marlowe, John (1959). The Seat of Pilate: An Account of the Palestine Mandate. Cresset Press.
- Mathew, William M. (2011). „War-Time Contingency and the Balfour Declaration of 1917: An Improbable Regression” (PDF). Journal of Palestine Studies. 40 (2): 26—42. JSTOR 10.1525/jps.2011.xl.2.26. doi:10.1525/jps.2011.xl.2.26.
- Matz-Lück, Nele (септембар 2005). „Civilization and the Mandate System under the League of Nations as Origin of Trusteeship” (PDF).  Ур.: Armin Von Bogdandy; Rüdiger Wolfrum; Christiane E. Philipp. Max Planck Yearbook of United Nations Law. Martinus Nijhoff Publishers. ISBN 978-90-04-14533-7.
- Mazzawi, Musa E. (1. 1. 1997). Palestine and the Law: Guidelines for the Resolution of the Arab-Israel Conflict. Ithaca Press. ISBN 978-0-86372-222-6.
- Mcveigh, Shaun (12. 3. 2007). „Conjuring Palestine”. Jurisprudence of Jurisdiction. Routledge. ISBN 978-1-135-42828-0.
- McTague, John (1983). British Policy in Palestine, 1917-22. University Press of America. стр. 286. ISBN 978-0-8191-2934-5.
- McTague, John J. (1980). „Zionist-British Negotiations over the Draft Mandate for Palestine, 1920”. Jewish Social Studies. Indiana University Press. 42 (3/4): 281—292. JSTOR 4467095.
- Pappé, Ilan (2004). A History of Modern Palestine: One Land, Two Peoples. Cambridge University Press. ISBN 978-0-521-55632-3.
- Pappé, Ilan (15. 8. 1994). „Introduction”. The Making of the Arab–Israeli Conflict, 1947–1951. I.B.Tauris. ISBN 978-1-85043-819-9. Приступљено 2. 5. 2009.
- Paris, Timothy J. (2003). Britain, the Hashemites and Arab Rule: The Sherifian Solution. Routledge. ISBN 978-1-135-77191-1.
- Quigley, John B. (1990). Palestine and Israel: A Challenge to Justice. Duke University Press. стр. 10.
- Quigley, John (6. 9. 2010). The Statehood of Palestine: International Law in the Middle East Conflict. Cambridge University Press. ISBN 978-1-139-49124-2.
- Quigley, John (2011). „Britain's Secret Re-Assessment of the Balfour Declaration.The Perfidy of Albion”. Journal of the History of International Law. 13 (2): 249—283. doi:10.1163/15718050-13020001.
- Reid, Walter (1. 9. 2011). Empire of Sand: How Britain Made the Middle East. Birlinn. ISBN 978-0-85790-080-7.
- Renton, James (2016). „Flawed Foundations: The Balfour Declaration and the Palestine Mandate”.  Ур.: Miller, Rory. Britain, Palestine and Empire: The Mandate Years. Routledge. стр. 15—37. ISBN 978-1-317-17233-8.
- Salibi, Kamal S. (15. 12. 1998). The Modern History of Jordan. I.B.Tauris. стр. 93. ISBN 978-1-86064-331-6.
- Schneer, Jonathan (2010). The Balfour Declaration: The Origins of the Arab-Israeli Conflict. Random House. ISBN 978-1-4000-6532-5.
- Silverburg, Sanford R. (29. 1. 2009). Palestine and International Law: Essays on Politics and Economics. McFarland. стр. 75. ISBN 978-0-7864-4248-5.
- Sicker, Martin (1999). Reshaping Palestine: From Muhammad Ali to the British Mandate, 1831-1922. Greenwood Publishing Group. ISBN 978-0-275-96639-3.
- Stoyanovsky, Jacob (1928). The mandate for Palestine: a contribution to the theory and practice of international mandates. Longmans, Green.
- Sykes, Christopher (1973). Crossroads to Israel. Indiana University Press. ISBN 978-0-253-20165-2.
- Teitelbaum, Joshua (2001). The Rise and Fall of the Hashimite Kingdom of Arabia. C. Hurst & Co. Publishers. ISBN 978-1-85065-460-5.
- Wilson, Mary Christina (1990). King Abdullah, Britain and the Making of Jordan. Cambridge University Press. ISBN 978-0-521-39987-6.
- Wright, Quincy (1930). Mandates Under the League of Nations. University of Chicago Press. OCLC 562719723.
- Wright, Esmond (1951). „Abdallah's Jordan: 1947–1951”. Middle East Journal. 5: 439—460.
- Zander, Walter (1973). „On the Settlement of Disputes About the Christian Holy Places”. Israel Law Review. 8 (3): 331—366. S2CID 149471783. doi:10.1017/S0021223700004258.
- Zieger, Robert H. (2001). America's Great War: World War I and the American Experience. Rowman & Littlefield. ISBN 978-0-8476-9645-1.
- Kayyali, ʻAbd al-Wahhab (1981). Palestine: A Modern History (на језику: енглески). Third World Centre for Research and Pub. ISBN 978-0-86199-007-8. Приступљено 24. 3. 2024.
- Pappe, Ilan (2010). The rise and fall of a palestinian dynasty: the Husaynis, 1700 - 1948 (на језику: енглески) (1. изд.). London: Saqi Books. ISBN 978-0-86356-460-4.
- Sykes, Christopher (1965). Cross Roads to Israel (на језику: енглески). Collins. Приступљено 24. 3. 2024.
- Segev, Tom (2000). One Palestine, complete: Jews and Arabs under the British mandate (на језику: енглески) (Repr изд.). London: Little, Brown. ISBN 978-0-316-64859-2. Приступљено 24. 3. 2024.

### Опште историје
- Hurewitz, J. C. (1. 6. 1979). The Middle East and North Africa in World Politics: A Documentary Record – British-French Supremacy, 1914–1945. Yale University Press. ISBN 978-0-300-02203-2.
- Rogan, Eugene (2015). The Fall of the Ottomans: The Great War in the Middle East, 1914-1920. Penguin Books Limited. ISBN 978-0-14-196870-4.
- Wasserstein, Bernard (2008). Israel and Palestine: Why They Fight and Can They Stop?. Profile Books. ISBN 978-1-84668-092-2.

### Радови укључених страна
- Bentwich, Norman (1932). England in Palestine. K. Paul, Trench, Trubner & Company Limited.
- Bentwich, Norman (1929). „The Mandate for Transjordan”. British Yearbook of International Law. Humphrey Sumner Milford. 10: 212—213.
- Chamberlain, Austen (1924), Convention between the United States of America and Great Britain; Treaty Series No. 728, United States Government Printing Office
- Council of Four (1919), „The Council of Four: minutes of meetings March 20 to May 24, 1919”, Papers relating to the foreign relations of the United States, The Paris Peace Conference, 1919, V, United States Government Printing Office
- Council of Heads of Delegations (1919), „The Council of Heads of Delegations: minutes of meetings August 29 to November 5, 1919”, Papers relating to the foreign relations of the United States, The Paris Peace Conference, 1919, United States Government Printing Office
- Council of Ten (1919), „The council of ten: minutes of meetings January 12 to February 14, 1919”, Papers relating to the foreign relations of the United States, The Paris Peace Conference, 1919, III, United States Government Printing Office
- ESCO Foundation (1947), Palestine – A Study Of Jewish Arab And British Policies, I, Yale University Press, OCLC 459549878
- Lausanne Conference (1923), Cmd. 1814, Lausanne Conference on Near Eastern Affairs 1922–1923: Records of Proceedings and Draft Terms of Peace, HMSO
- Macmunn, G. F.; Falls, C. (1930). Military Operations: Egypt and Palestine, From June 1917 to the End of the War Part II. History of the Great War based on Official Documents by Direction of the Committee of Imperial Defence. II. accompanying Map Case (1st изд.). London: HMSO. OCLC 656066774.
- Palestine Royal Commission (1937), Cmd. 5479, Palestine Royal Commission Report, also known as the "Peel Report" (PDF), HMSO, „For further information see the Commission's Wikipedia article at Peel Commission”
- UN Division for Palestinian Rights (1978), „Part I”, The Origins and Evolution of the Palestine Problem, United Nations, „online and in pdf form”
- Weizmann, Chaim (1949). Trial and Error, The Autobiography of Chaim Weizmann. Jewish Publication Society of America. OCLC 830295337.
- Woodward, Ernest Llewellyn (1952). Documents on British Foreign Policy, 1919–1939, First series, Volume IV. H.M. Stationery Office.
- Woodward, Ernest Llewellyn (1963). Documents on British Foreign Policy, 1919–1939, First series, Volume XIII. H.M. Stationery Office.
- Zionist Organisation (1921). „Political Report”. Extracts from the reports of the executive of the Zionist Organisation to the twelfth Zionist Congress, Carlsbad, September, 1921. Zionist Organisation.
- Zionist Organization (1922). Report of the Twelfth Zionist Congress: Held at Carlsbad, September 1st to 14th 1921. Central Office of the Zionist Organization.. original German transcript at Stenographisches Protokoll der Verhandlungen des 12. Zionisten-Kongresses in Karlsbad vom 1. bis 14. September 1921 [Proceedings of the 12th Zionist Congress September 1 to 14, 1921 in Karlsbad (Karlovy Vary)]. sammlungen.ub.uni-frankfurt.de (на језику: немачки). Berlin: Jüdischer Verlag. 1922. стр. 279. ZDB 2176334-3.